# Gerona
Gerona (oficialmente en catalán: Girona) es una ciudad y municipio español, capital de la provincia homónima y de la comarca del Gironés, en la comunidad autónoma de Cataluña. La atraviesan los ríos Ter, Güell, Galligans y Oñar, a una altitud de 75 m sobre el nivel del mar. El término municipal, centro del área urbana de Gerona y el Sistema Urbano de Gerona, cuenta con 107 032 habitantes (INE 2024).
Su casco histórico se encuentra delimitado por el paseo de la Muralla, el camino de ronda de las antiguas murallas carolingias (siglo IX) y del bajo medievo (siglos XIV y XV). Entre sus monumentos destacan El Call, antiguo barrio judío, uno de los mejor conservados de España, así como las coloridas Casas del Oñar, en la ribera de dicho río y muy cerca de la catedral de Santa María, que tiene la nave gótica más ancha del mundo.

## Toponimia
El topónimo oficial, en catalán, es Girona (AFI: [ʒiˈɾonə]). En castellano el topónimo tradicional es Gerona, nombre que fue oficial hasta el 18 de abril de 1984. El gentilicio es gerundense, si bien también existe el de gironés, en desuso.

## Geografía
Se encuentra en el interior de la provincia catalana de Gerona, de la que es capital, en el extremo noreste de la península ibérica. Pertenece a la comarca del Gironés y al ámbito de las comarcas gerundenses y al sistema urbano de Gerona, según el Plan Territorial General de Cataluña.
El relieve del municipio se caracteriza por una planicie en la que confluyen cuatro ríos: Ter, Oñar, Güell y Galligans. Sin embargo, en las zonas más alejadas de la llanura fluvial, sobre todo al este, el relieve es más montañoso, con alturas como la Montaña de los Ángeles, integrada en la sierra de las Gavarras, ya en la cordillera Prelitoral. La altitud oscila entre los 395 m sobre el nivel del mar en el pico Sant Miquel y los 50 m a orillas del río Ter. La ciudad se alza a 69 m sobre el nivel del mar.
| Noroeste: San Gregorio       | Norte: Sarriá de Ter y San Julián de Ramis | Noreste: Celrá     |
| Oeste: Salt                  |                                            | Este: Juyá y Quart |
| Suroeste: Salt y Vilablareix | Sur: Vilablareix y Fornells de la Selva    | Sureste: Quart     |

### Clima
De acuerdo con la clasificación climática de Köppen, Gerona tiene un clima subtropical húmedo de tipo Cfa, si bien está cerca del límite con el clima mediterráneo de tipo Csa. El clima de Gerona se caracteriza por tener inviernos fríos, veranos calurosos, y por otoños y primaveras variables, tanto en temperaturas como en precipitaciones. Las temperaturas medias oscilan entre los 13 y los 17 °C. Las lluvias varían mucho de un año a otro, con una media ligeramente por encima de los 700 mm. En otoño e invierno, es frecuente la niebla.
| Parámetros climáticos promedio de Observatorio del Aeropuerto de Gerona (municipio de Viloví de Oñar) (143 m s. n. m. ) (Periodo de referencia: 1991-2020, extremos: 1973-presente) | Parámetros climáticos promedio de Observatorio del Aeropuerto de Gerona (municipio de Viloví de Oñar) (143 m s. n. m. ) (Periodo de referencia: 1991-2020, extremos: 1973-presente) | Parámetros climáticos promedio de Observatorio del Aeropuerto de Gerona (municipio de Viloví de Oñar) (143 m s. n. m. ) (Periodo de referencia: 1991-2020, extremos: 1973-presente) | Parámetros climáticos promedio de Observatorio del Aeropuerto de Gerona (municipio de Viloví de Oñar) (143 m s. n. m. ) (Periodo de referencia: 1991-2020, extremos: 1973-presente) | Parámetros climáticos promedio de Observatorio del Aeropuerto de Gerona (municipio de Viloví de Oñar) (143 m s. n. m. ) (Periodo de referencia: 1991-2020, extremos: 1973-presente) | Parámetros climáticos promedio de Observatorio del Aeropuerto de Gerona (municipio de Viloví de Oñar) (143 m s. n. m. ) (Periodo de referencia: 1991-2020, extremos: 1973-presente) | Parámetros climáticos promedio de Observatorio del Aeropuerto de Gerona (municipio de Viloví de Oñar) (143 m s. n. m. ) (Periodo de referencia: 1991-2020, extremos: 1973-presente) | Parámetros climáticos promedio de Observatorio del Aeropuerto de Gerona (municipio de Viloví de Oñar) (143 m s. n. m. ) (Periodo de referencia: 1991-2020, extremos: 1973-presente) | Parámetros climáticos promedio de Observatorio del Aeropuerto de Gerona (municipio de Viloví de Oñar) (143 m s. n. m. ) (Periodo de referencia: 1991-2020, extremos: 1973-presente) | Parámetros climáticos promedio de Observatorio del Aeropuerto de Gerona (municipio de Viloví de Oñar) (143 m s. n. m. ) (Periodo de referencia: 1991-2020, extremos: 1973-presente) | Parámetros climáticos promedio de Observatorio del Aeropuerto de Gerona (municipio de Viloví de Oñar) (143 m s. n. m. ) (Periodo de referencia: 1991-2020, extremos: 1973-presente) | Parámetros climáticos promedio de Observatorio del Aeropuerto de Gerona (municipio de Viloví de Oñar) (143 m s. n. m. ) (Periodo de referencia: 1991-2020, extremos: 1973-presente) | Parámetros climáticos promedio de Observatorio del Aeropuerto de Gerona (municipio de Viloví de Oñar) (143 m s. n. m. ) (Periodo de referencia: 1991-2020, extremos: 1973-presente) | Parámetros climáticos promedio de Observatorio del Aeropuerto de Gerona (municipio de Viloví de Oñar) (143 m s. n. m. ) (Periodo de referencia: 1991-2020, extremos: 1973-presente) |
| Mes | Ene. | Feb. | Mar. | Abr. | May. | Jun. | Jul. | Ago. | Sep. | Oct. | Nov. | Dic. | Anual |
| --- | --- | --- | --- | --- | --- | --- | --- | --- | --- | --- | --- | --- | --- |
| Temp. máx. abs. (°C) | 24.6 | 25.8 | 29.0 | 31.6 | 37.3 | 43.0 | 41.3 | 42.5 | 37.0 | 33.1 | 30.0 | 23.5 | 43.0 |
| Temp. máx. media (°C) | 13.7 | 14.7 | 17.4 | 19.6 | 23.3 | 27.8 | 30.6 | 30.7 | 26.6 | 22.4 | 17.1 | 14.1 | 21.5 |
| Temp. media (°C) | 7.5 | 8.2 | 10.8 | 13.1 | 16.8 | 21.1 | 23.9 | 24.0 | 20.3 | 16.5 | 11.2 | 8.1 | 15.1 |
| Temp. mín. media (°C) | 1.3 | 1.6 | 4.1 | 6.5 | 10.2 | 14.4 | 17.1 | 17.2 | 14.0 | 10.7 | 5.3 | 2.0 | 8.6 |
| Temp. mín. abs. (°C) | -13.0 | -8.2 | -5.8 | -3.0 | 0.6 | 5.1 | 8.0 | 8.4 | 4.6 | -2.0 | -7.0 | -9.4 | -13.0 |
| Precipitación total (mm) | 58 | 42 | 51 | 66 | 65 | 58 | 40 | 49 | 75 | 86 | 63 | 51 | 714 |
| Días de precipitaciones (≥ 1 mm) | 4.8 | 4.4 | 5.2 | 7.2 | 7.1 | 5.1 | 3.8 | 5.1 | 6.5 | 6.6 | 5.1 | 4.1 | 65.4 |
| Días de nevadas (≥ 0.01 mm) | 0.2 | 0.5 | 0.1 | 0.0 | 0.0 | 0.0 | 0.0 | 0.0 | 0.0 | 0.0 | 0.0 | 0.1 | 0.9 |
| Horas de sol | 155 | 167 | 195 | 204 | 229 | 255 | 288 | 273 | 210 | 183 | 153 | 143 | 2447 |
| Humedad relativa (%) | 74 | 71 | 70 | 68 | 66 | 60 | 58 | 62 | 70 | 75 | 75 | 76 | 69 |
| Fuente: Agencia Estatal de Meteorología | | | | | | | | | | | | | |

## Historia
La historia de la ciudad se remonta a los asentamientos de los íberos de la tribu de los indigetes en los poblados que rodean y cierran el Llano de Gerona. Hacia el 77 a. C., Pompeyo construyó un oppidum sobre la Vía Heráclea y los ocupantes romanos fundaron la originaria Gerona, denominada en latín Gerunda. La nueva ciudad de Gerunda se repobló con los habitantes del poblado de San Julián de Ramis convirtiéndose en un importante centro de la región, con la articulación de un ager romano que rodeaba la urbe. Pese a que Gerunda se encontraba en el interior, alejada de la costa, disponía de una buena conexión con el puerto de Ampurias.

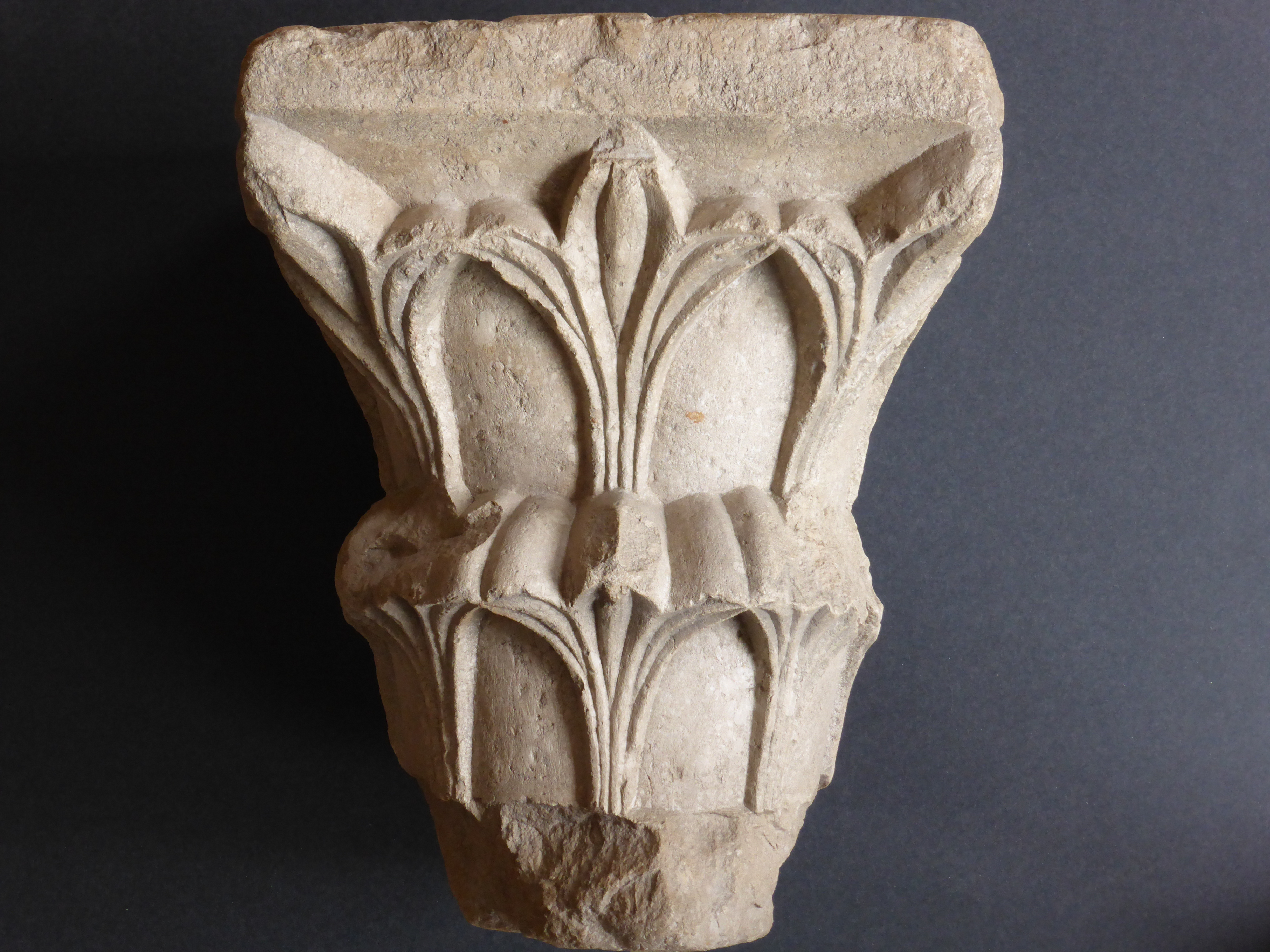
Capitel gótico medieval, con motivos vegetales, en piedra con fósiles de nummulites

La ciudad tuvo su primer periodo de esplendor como diócesis de la Iglesia unida a la sede metropolitana de Tarragona, seguido de la ruralización que se desencadenó por todo el antiguo imperio romano, a causa de la ruina general y la pérdida de peso de los ciudadanos. Perteneció a la Corona de Aragón como otros muchos territorios.
La conquista musulmana enseguida afectó a Gerona imponiendo el nuevo poder musulmán un tributo personal y territorial, pero duró poco por su cercanía con el imperio carolingio. El historiador catalán Ramón d'Abadal lo considera como el inicio de un proceso que condujo al nacimiento de la Cataluña posterior, lo cual viene a demostrar la importancia que Gerona tuvo a lo largo del tiempo. En el 785, la población aniquiló a la guarnición musulmana y entregó la localidad a Carlomagno, a cambio de conservar sus leyes consuetudinarias.
La organización carolingia del territorio convirtió a la ciudad en la sede del Condado de Gerona. Gerona, como sede condal, cumplió holgadamente con su papel y superó las etapas más difíciles del peligro musulmán. Las nuevas murallas reforzaron la plaza fuerte y ampliaron la superficie de la ciudad. En ese momento se da la época de máximo esplendor de la comunidad judía de Gerona con la escuela cabalística. Actualmente, la judería de Gerona, es una de las mejor conservadas de Europa y es una de las atracciones turísticas de la ciudad.
Durante los siglos XV, XVI y XVII la ciudad continuó creciendo y se fueron realizando pequeñas ampliaciones y mejoras de las murallas para proteger a la ciudad de los diversos ataques a los que tuvo que hacer frente hasta finales del siglo XVII y principios del siglo XVII por parte de las tropas francesas en el contexto de las numerosas guerras europeas.

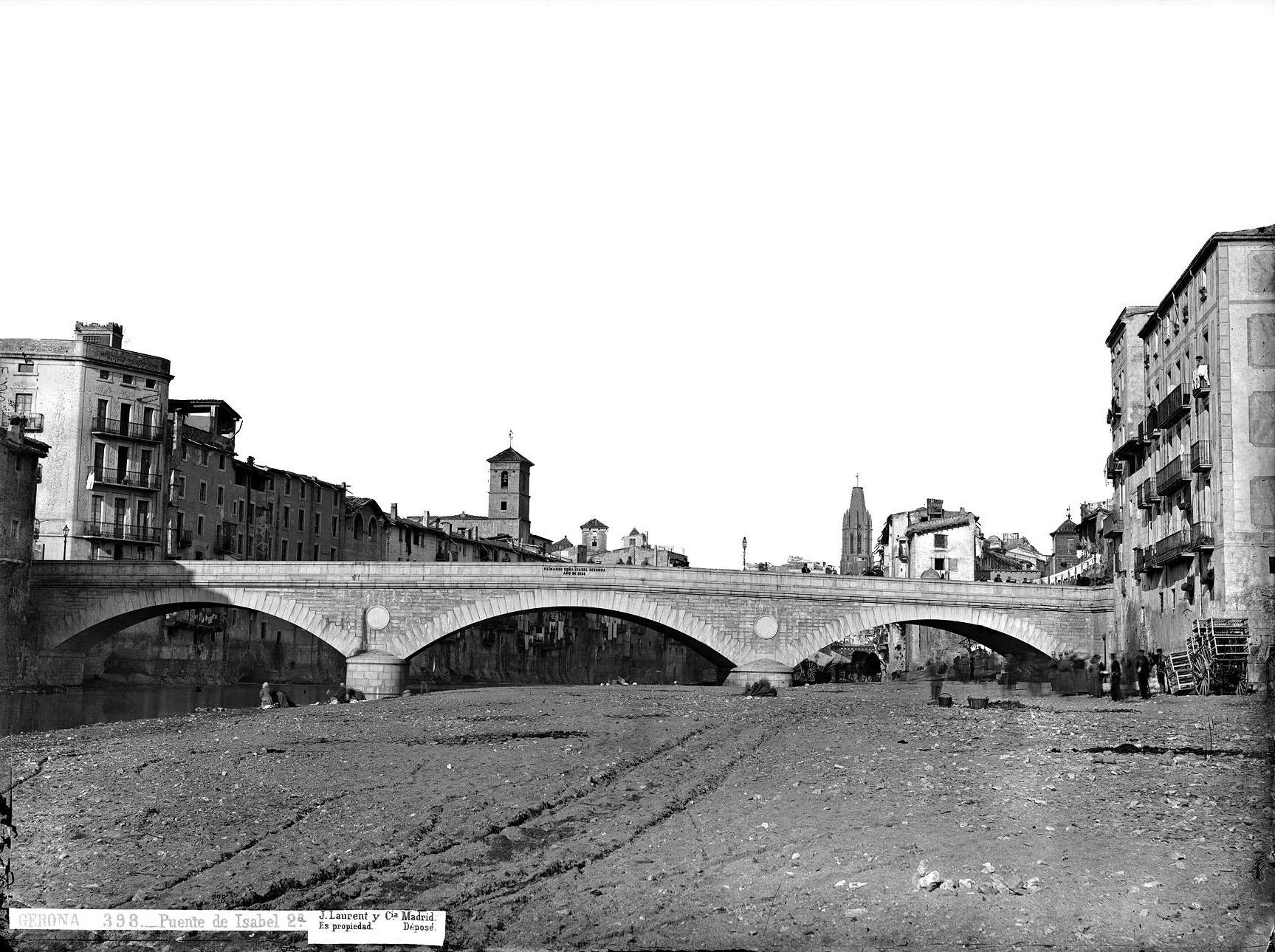
El puente de Piedra, o de Isabel II, fotografiado en 1866-1867, por José Martínez Sánchez. Fototeca del IPCE

A principios del siglo XIX sufrió una devastación debido a los combates y asedios que sufrió durante la Guerra de Independencia Española. En 1856 se inauguró el actual puente de Piedra, en sustitución de otro medieval, que era muy empinado y estrecho. Este nuevo puente, de la época de la reina Isabel II, es el puente histórico más importante y representativo de la ciudad. Hacia 1889, el Estado mayor del ejército español suprimió la categoría de plaza fuerte que ostentaba Gerona y se permitió el derribo de una parte de las murallas del sur de la ciudad, Gerona empezó a tomar la forma que tiene hoy en día.
El 4 de febrero de 1939 las tropas franquistas ocuparon la ciudad, durante la guerra civil española. En 1960 Gerona fue nombrada la primera «Ciudad Pubilla de la Sardana» con un mensaje de Josep Mainar i Pons.
En 2016, la ciudad fue galardonada con el Premio de Europa, una distinción otorgada anualmente por el Consejo de Europa, desde 1955, a aquellos municipios que hayan hecho notables esfuerzos para promover el ideal de la unidad europea. Fue la segunda ciudad española en obtener el galardón, tras Santiago de Compostela.

## Demografía
Gerona cuenta con una población de 107 032 habitantes (INE 2024).
| Gráfica de evolución demográfica de Gerona entre 1842 y 2021 |
| |
| Población de derecho según los censos de población del INE Población de hecho según los censos de población del INEEn 1962 crece el término del municipio porque incorpora a Palau Sacosta, San Daniel y Santa Eugenia En 1968 crece el término del municipio porque incorpora a Salt y Sarriá de Ter En 1983 disminuye el término del municipio porque independiza a Salt y Sarriá de Ter |

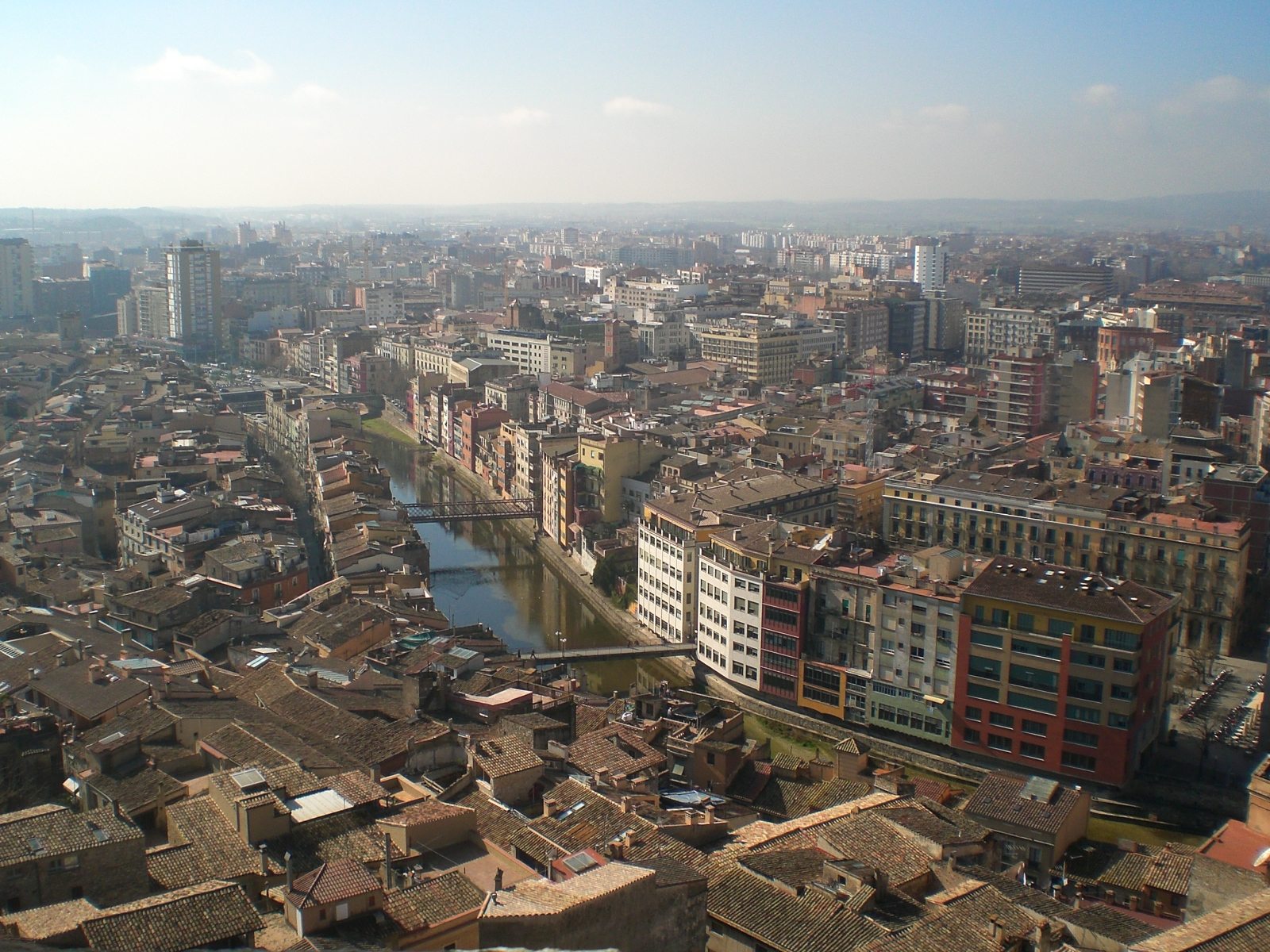
Vista panorámica de la ciudad desde la torre de la catedral

En 1975 se produjo la anexión de los municipios de Salt y Sarriá de Ter a Gerona, lo que produjo un aumento de población de la ciudad. Sin embargo en 1983 la unión se desagregó provocando una bajada en el número de personas residentes en la ciudad. En fecha de 1 de enero de 2020 contaba con una población de 103 369 habitantes.

## Administración y política

### Gobierno municipal

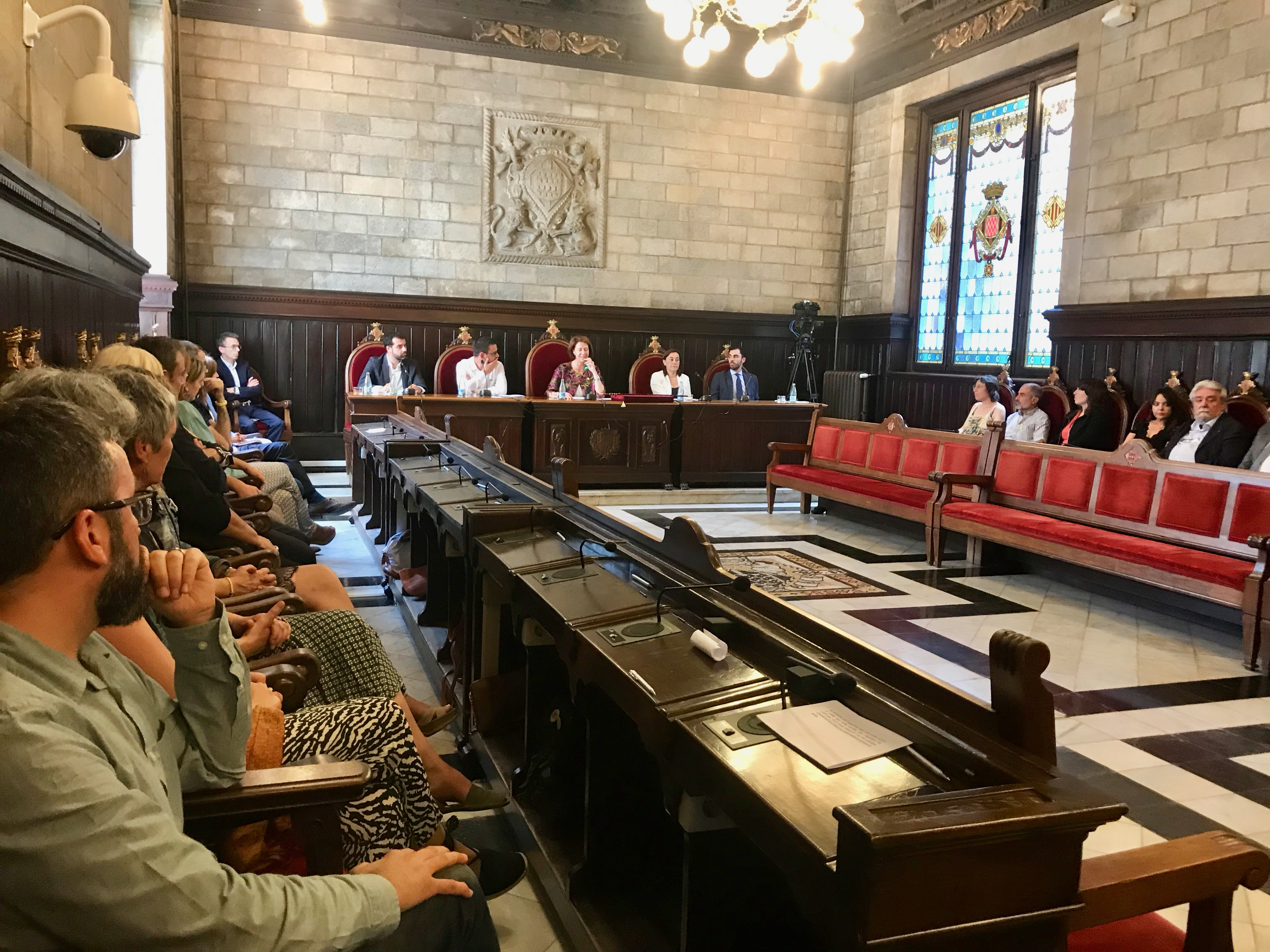
Pleno municipal del Ayuntamiento de Gerona

Desde la restauración de la democracia, el Ayuntamiento de Gerona ha sido gobernado por tres partidos políticos, el Partit dels Socialistes de Catalunya, desde 1979 a 2011, Convergència i Unió, de 2011 a 2016, y Convergència Democràtica de Catalunya (desvinculada de Unió Democràtica de Catalunya) a partir de comienzos de 2016, bajo la persona de Marta Madrenas, que sustituyó a Albert Ballesta, que a su vez vino a sustituir a Carles Puigdemont, que dejó la alcaldía para ser presidente de la Generalidad de Cataluña.
| Periodo   | Nombre            | Partido | Partido                                    |
| --------- | ----------------- | ------- | ------------------------------------------ |
| 1979-2002 | Joaquim Nadal     |         | Partit dels Socialistes de Catalunya (PSC) |
| 2002-2011 | Anna Pagans       |         | Partit dels Socialistes de Catalunya (PSC) |
| 2011-2016 | Carles Puigdemont |         | Convergència i Unió (CiU)                  |
| 2016-2016 | Albert Ballesta   |         | Convergència i Unió (CiU)                  |
| 2016-2023 | Marta Madrenas    |         | Junts per Catalunya (JxC)                  |
| 2023-act. | Lluc Salellas     |         | Candidatura d'Unitat Popular (CUP)         |

| Partido político                                         | 2023  | 2023  | 2023       | 2019  | 2019   | 2019       | 2015  | 2015   | 2015       | 2011  | 2011   | 2011       | 2007  | 2007   | 2007       |
| Partido político                                         | %     | Votos | Concejales | %     | Votos  | Concejales | %     | Votos  | Concejales | %     | Votos  | Concejales | %     | Votos  | Concejales |
| Partit dels Socialistes de Catalunya (PSC)               | 25,22 | 8644  | 8          | 18,71 | 8120   | 6          | 14,50 | 5265   | 4          | 24,91 | 7505   | 7          | 36,60 | 11 279 | 10         |
| Candidatura d'Unitat Popular (CUP)                       | 23,31 | 7988  | 8          | 19,15 | 8311   | 6          | 14,94 | 5425   | 4          | 9,90  | 2981   | 3          | 2,97  | 916    | 0          |
| Junts per Catalunya (JxC)-Convergència i Unió (CiU)      | 20,27 | 6949  | 6          | 30,96 | 13 435 | 9          | 32,59 | 11 833 | 10         | 33,60 | 10 123 | 10         | 23,08 | 7111   | 6          |
| Esquerra Republicana de Catalunya (ERC)                  | 9,19  | 3151  | 3          | 14,49 | 6289   | 4          | 15,18 | 5513   | 4          | 5,32  | 1604   | 0          | 13,52 | 4167   | 4          |
| Partit Popular de Catalunya (PP)                         | 5,22  | 1791  | 1          | 3,29  | 1429   | 0          | 5,96  | 2163   | 1          | 12,45 | 3750   | 3          | 9,39  | 2892   | 2          |
| Vox                                                      | 5,07  | 1739  | 1          | 1,37  | 594    | 0          | —     | —      | —          | —     | —      | —          | —     | —      | —          |
| En Comú Podem (ECP)-Iniciativa per Catalunya Verds (ICV) | 2,60  | 892   | 0          | 3,42  | 1483   | 0          | 4,16  | 1512   | 0          | 7,49  | 2256   | 2          | 11,39 | 3511   | 3          |
| Ciutadans (CS)                                           | 0,57  | 198   | 0          | 6,62  | 2891   | 2          | 7,55  | 2740   | 2          | 1,34  | 403    | 0          | 2,39  | 737    | 0          |

### Organización territorial
| Barrios de Gerona: Oeste Santa Eugenia Mas Xirgu Norte | Montjuic Ensanche Este Centro Sur |

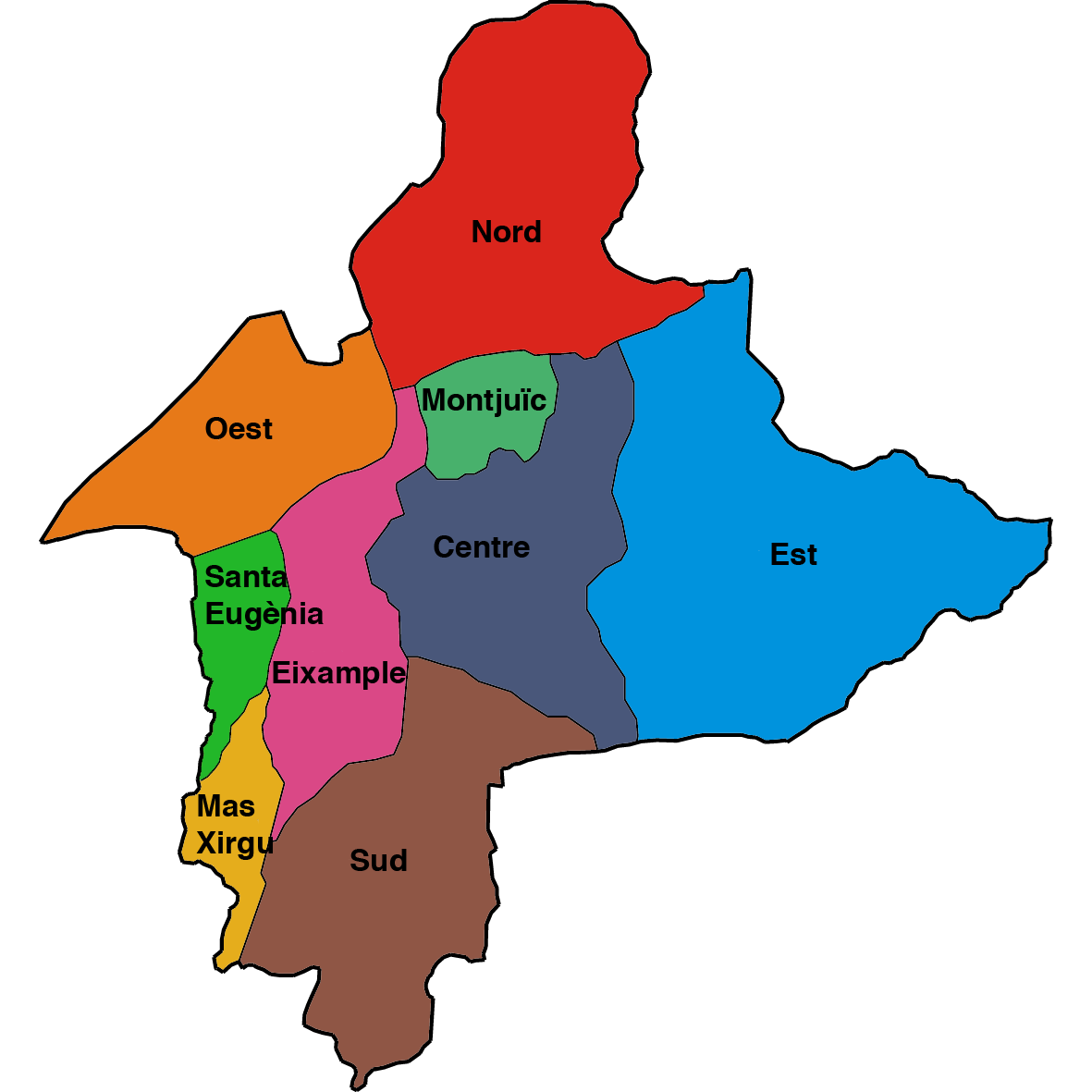
Barrios de Gerona:
Oeste
Santa Eugenia
Mas Xirgu
Norte
Montjuic
Ensanche
Este
Centro
Sur

Conforme a la división administrativa aprobada en 2003, la ciudad se divide en 9 barrios, que a su vez se subdividen en 31 sectores:
| Barrio        | Sectores                                                                          |
| ------------- | --------------------------------------------------------------------------------- |
| Centro        | Barrio Viejo, Mercadal y Carme                                                    |
| Ensanche      | San Narciso, Ensanche Norte y Ensanche Sur                                        |
| Este          | San Daniel, Torre Gironella, Pedreras, Fuente de la Pólvora, Vila-roja y Gavarras |
| Mas Xirgu     | Mas Xirgu                                                                         |
| Montjuic      | Montjuic                                                                          |
| Norte         | Pedret, Puente Mayor, Montaña de Campdurá y Plana de Campdurá                     |
| Oeste         | San Poncio, Fontajau, Taialà, Hermanos Sabat, Domeny Norte y Domeny Sur           |
| Santa Eugenia | Hortes, Santa Eugenia y Can Gibert del Pla                                        |
| Sur           | Palau, Avellaneda, Montilivi y La Creueta                                         |

## Patrimonio

### Catedral de Gerona

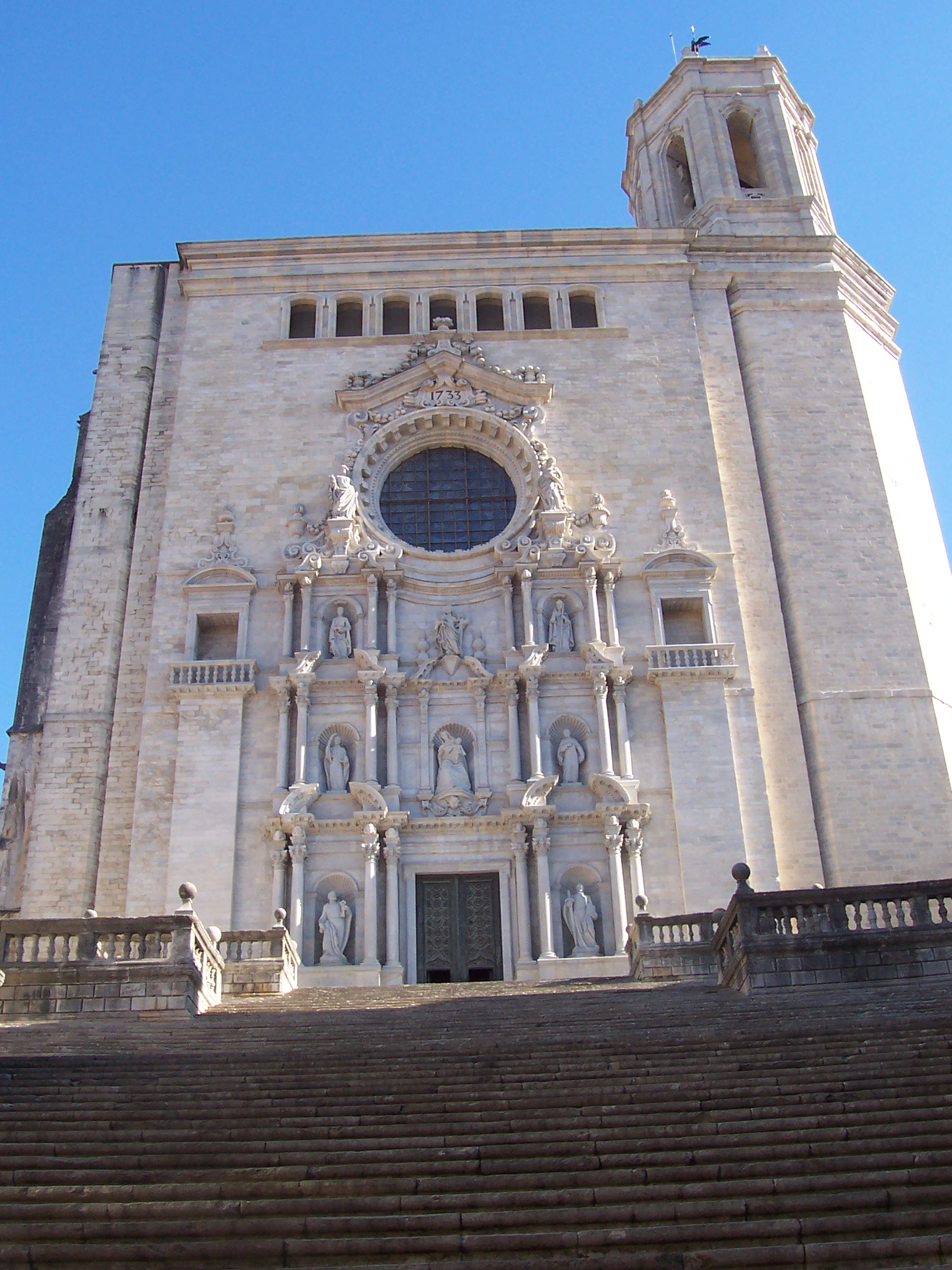
Fachada principal de la catedral

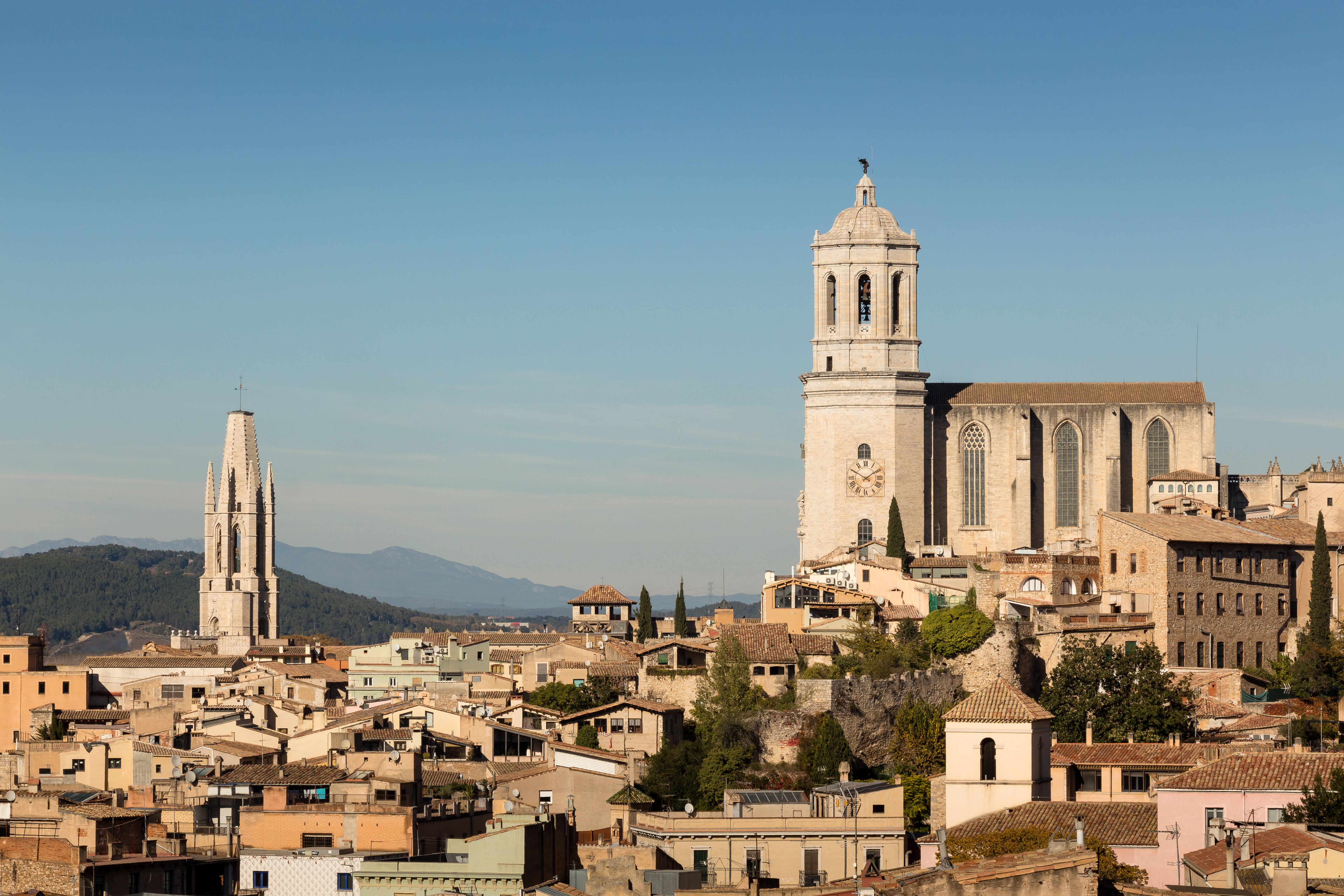
Vista de la catedral

La catedral de Santa María, construida entre los siglos XI y XVIII, presenta tres estilos arquitectónicos principales, sucesivos: románico, gótico y barroco. Su claustro es románico, con interesantes capiteles historiados. Su amplia nave gótica destaca por ser la segunda más ancha del mundo, tras la basílica de San Pedro del Vaticano.
Para acceder al templo hay una magnífica escalinata construida en tiempos del obispo Pontich, entre los años 1686 y 1699, con noventa escalones, distribuidos en tres tramos, y balaustrada de piedra a sus lados. La fachada principal es de estilo barroco.

### Casco antiguo
El casco antiguo de Gerona, corazón de la primigenia ciudad romana de Gerunda, contiene todo el patrimonio artístico más relevante de la ciudad y está cercado por inmensos lienzos de la muralla que se pueden recorrer por el paseo arqueológico, con un bello mirador sobre la ciudad.
Además de otras construcciones civiles como la Casa del Archidiácono y el Palacio Episcopal, el casco antiguo cuenta con representativas construcciones religiosas, como el románico monasterio de San Pedro de Galligans, la capilla de San Nicolás o la basílica de San Félix, con su esbelta y singular torre gótica truncada por un rayo. En la plaza de la Catedral también son importantes la Casa Pastors, edificio renacentista actualmente palacio de justicia, y la Pia Almoina.

### Casas del Oñar

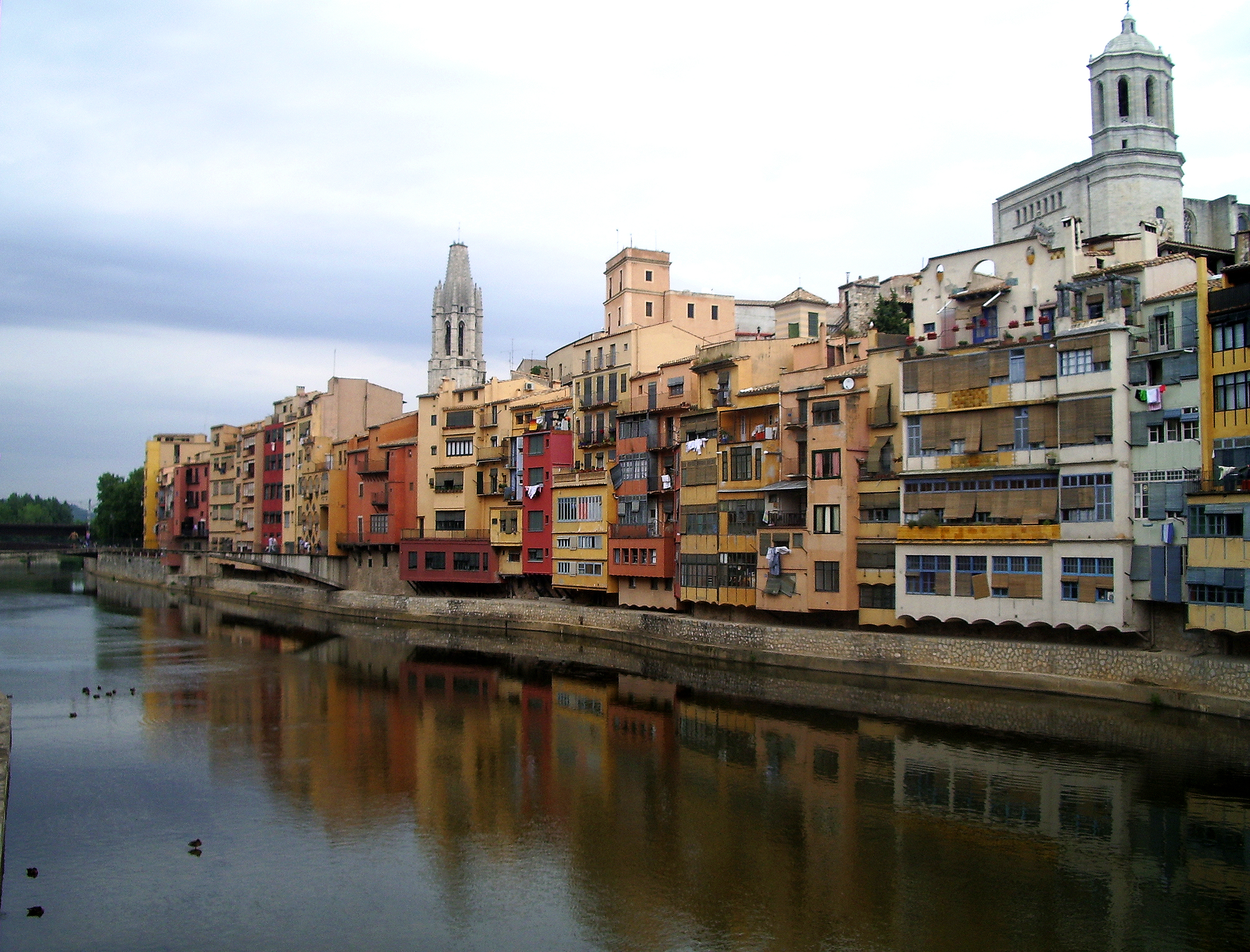
Casas colgadas sobre el río Oñar

Muy características de Gerona son las casas colgadas sobre el río Oñar. Todas las fachadas fluviales están pintadas siguiendo la paleta cromática conferida por Enric Ansesa, Jaume Faixó y los arquitectos J. Fuses y J. Viader.
Una de las casas más destacadas del río Oñar es la Casa Masó. Vivienda natal de Rafael Masó i Valentí, arquitecto gerundense. Situada en el número 29 de la calle Ballesteries de Gerona, es un símbolo de la evolución del novecentismo en Gerona. Desde 2006 es la sede de la Fundación Rafael Masó. La fachada del Oñar se identifica por su color blanco y azul, que destaca sobre el resto.

### La Judería

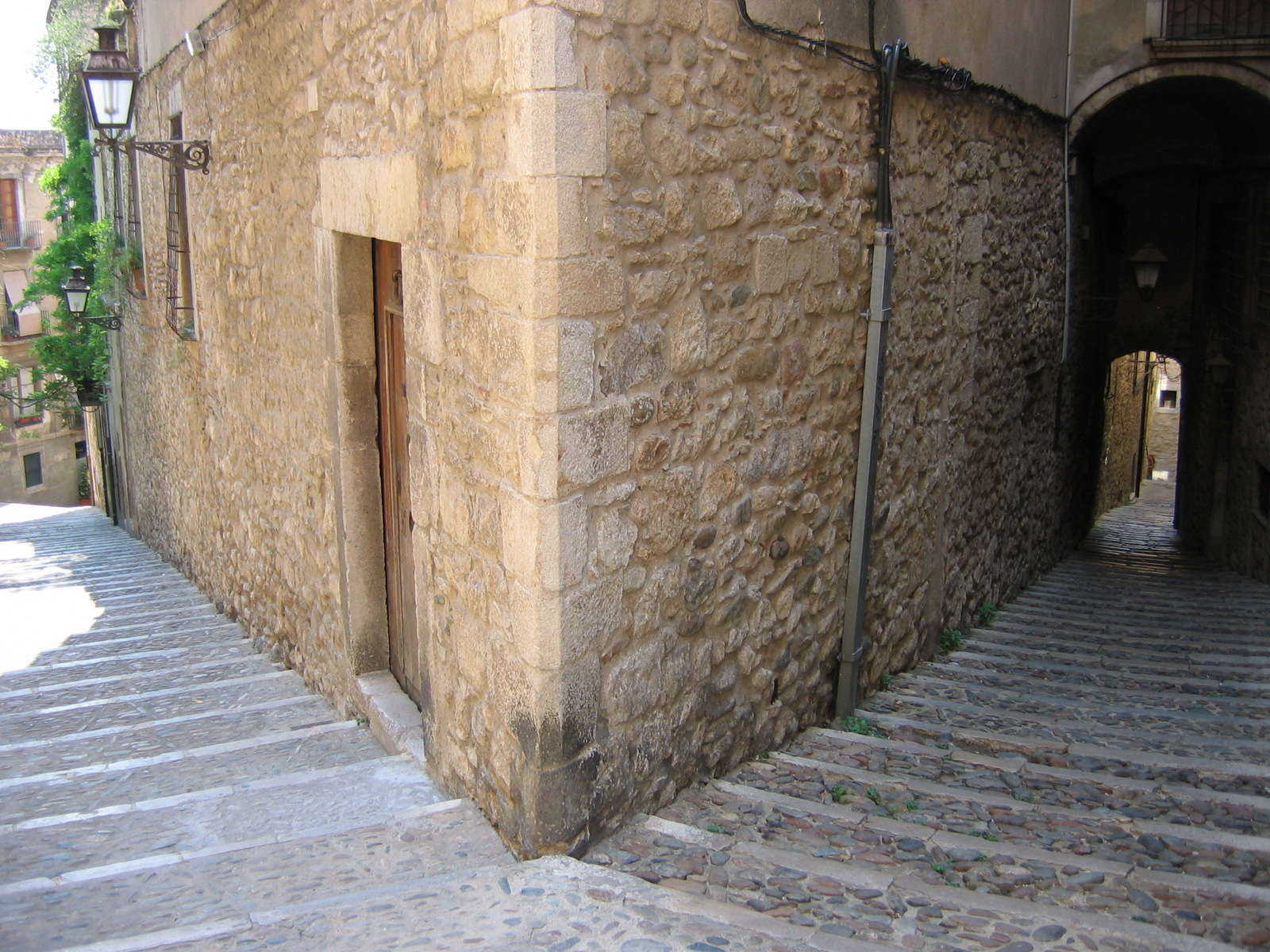
El Call, barrio judío

Dentro de la encrucijada de callejones medievales destaca la judería, El Call, donde vivió hasta finales del siglo XV una reducida comunidad. Destaca en el mismo el Centro Bonastruc Ça Porta, la posible antigua sinagoga convertida hoy en centro de estudios y Museo de Historia de los Judíos.
Al norte de la ciudad, extramuros, se encontraba el cementerio medieval judío, en la montaña de Montjuic, o «monte de los judíos». Algunas lápidas, con caracteres alfabéticos hebraicos, se muestran en el museo; como la lápida de una mujer, Estelina. Su traducción sería: «Esta es la estela fúnebre de la honrada Estelina, esposa del ilustre y sereno Bonastruc Josef. Tenga su mansión en el jardín del Edén».

### Baños árabes

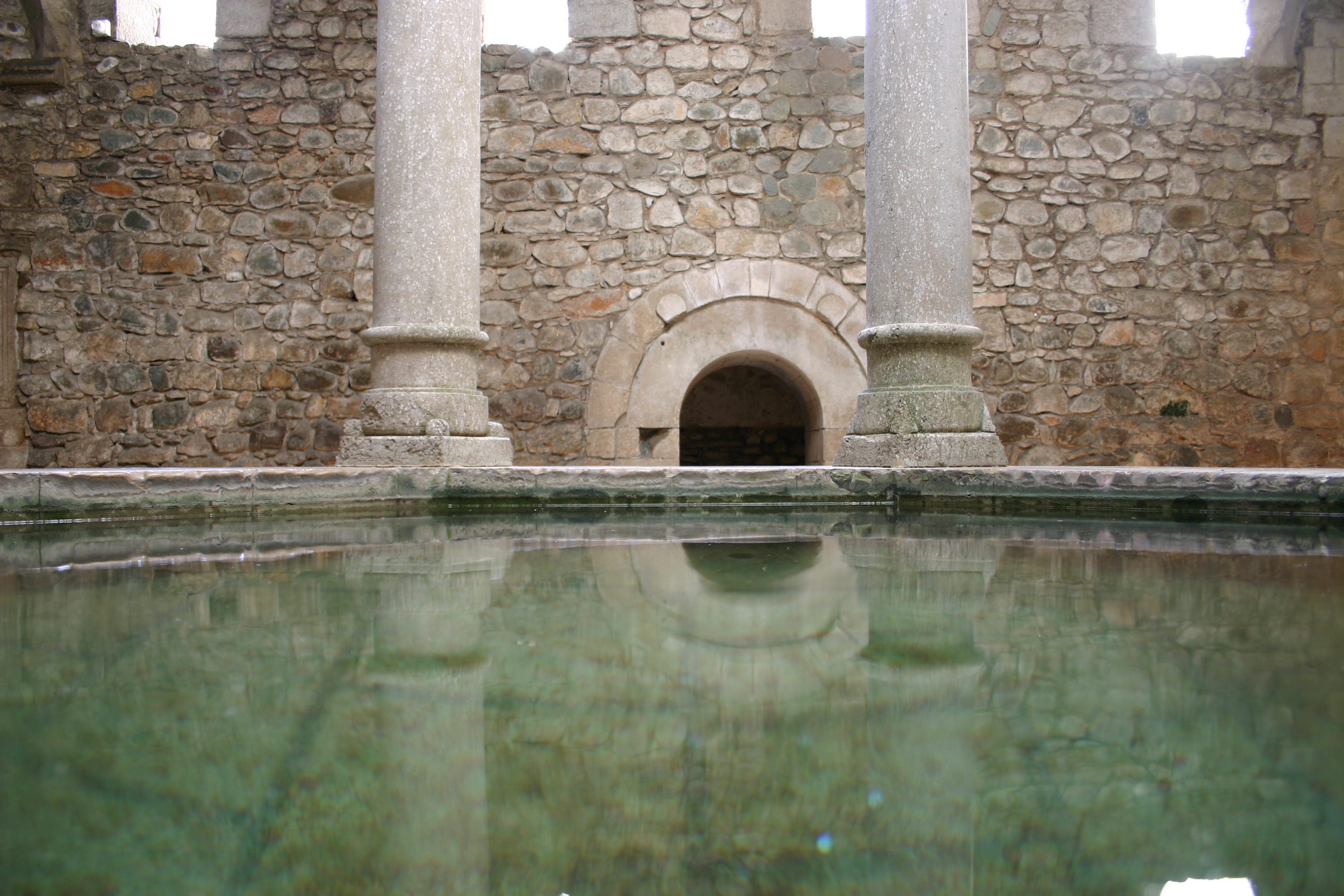
Apodyterium (‘vestidor’) de los llamados baños árabes

El recorrido por el barrio viejo puede concluir en el paseo arqueológico, con las torres Julia y Cornelia; y los llamados baños árabes de Gerona, al final del paseo, caracterizados por su linterna cupulada superior. Estos baños son una construcción enteramente cristiana, de estilo románico.

### Rambla de la Libertad

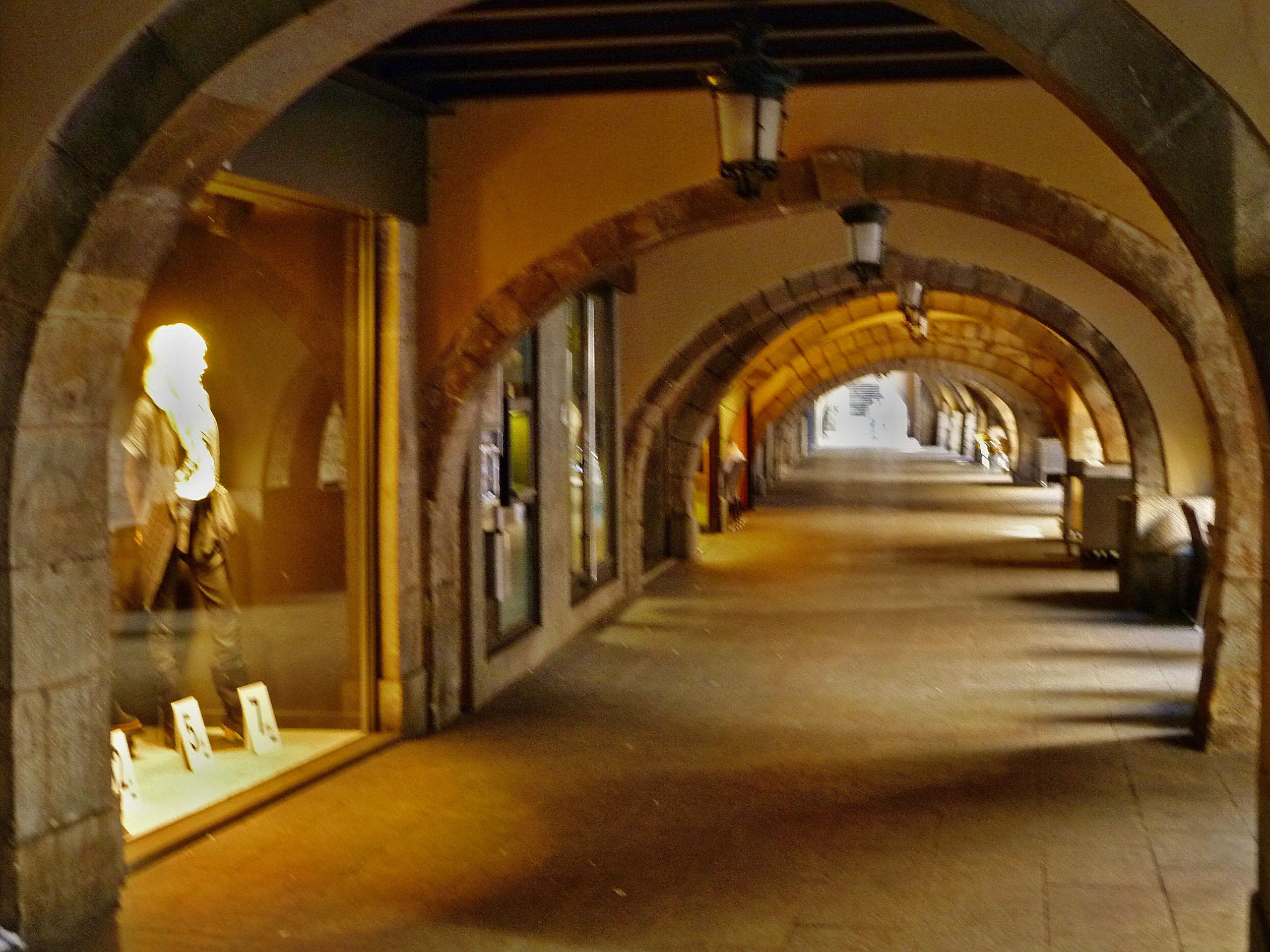
Porches de la Rambla de la Libertad

Antigua espina dorsal de la Gerona medieval barroca y octocentista, es el espacio público más concurrido y emblemático de Gerona. Sin embargo, la existencia de la rambla es muy reciente ya que su configuración data del 1885 época en la que el arquitecto municipal Martí Sureda i Deulovol unificó la plaza de las coles con la calle del abrevadero y los soportales de los esparteros que hizo derribar. Todo el espacio se convirtió, entonces, en un paseo arbolado, de tilos, y se pusieron unos bancos. Se llamó La Rambla de la Libertad haciendo honor al árbol de la libertad que se plantó en 1869, durante el sexenio democrático. Aunque el espacio fue muy modificado por Sureda, conserva una parte porticada medieval y algunos de los palacios de la misma época. No obstante, la construcción de inmuebles ochocentistas transformó, en parte, el carácter medieval del espacio. Actualmente la Rambla es el punto de entrada al Barrio Antiguo para los turistas que llegan a la ciudad y un lugar de paseo para todos.

### Plaza de la Independencia

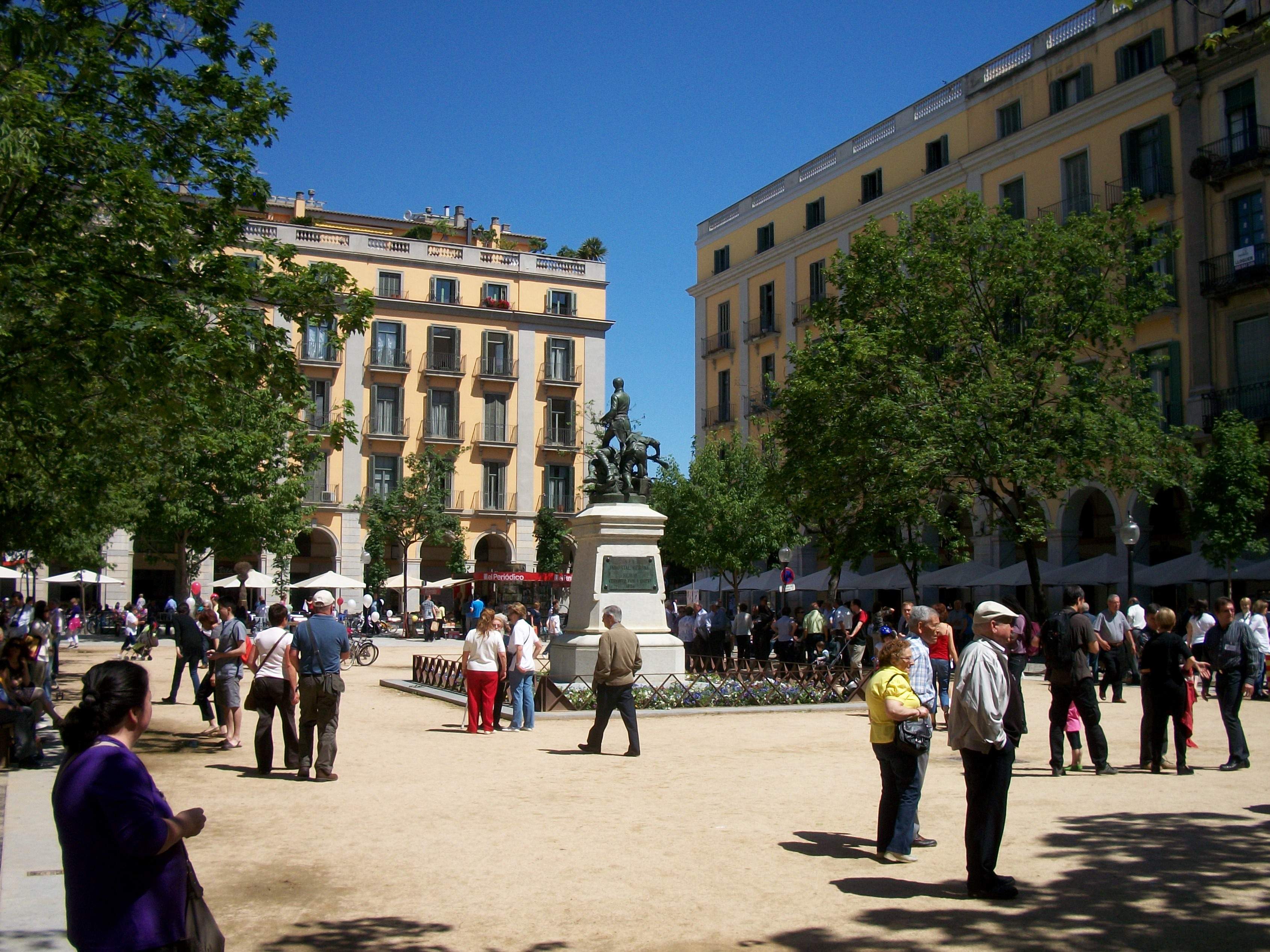
Plaza de la Independencia

La plaza de la Independencia —que hace referencia a la Guerra de la Independencia Española— es una de las plazas más conocidas y frecuentadas de Gerona. Situada en el barrio de Mercadal, en el centro de la ciudad, la plaza se asienta donde estuvo el convento de San Agustín, por lo que también se conoce como plaza de San Agustín. El interés de esta plaza radica en su aire ochocentista pese a que, la misma, está rodeada por edificios neoclásicos austeros e idénticos, con unos porches escultóricos dedicados a los defensores de la ciudad de Gerona durante los asedios de 1808 y 1809. De todas formas, la plaza, de proporciones simétricas corresponde más bien a las intervenciones actuales que a su pasado arquitectónico. El arquitecto municipal Martí Sureda fue el primero que ideó una plaza cerrada y porticada con vueltas neoclásicas, con unos edificios que tuvieran las mismas proporciones estéticas. La urbanización de la zona solamente siguió, en parte, sus esquemas y la construcción de las primeras salas de cine de esta ciudad; malogró la idea de Martí Sureda. Hasta la década de 1980, no se pudo completar lo que había imaginado ese arquitecto. Pues este lugar de la ciudad con estilo novecentista y romántico es una creación atemporal, de un siglo a otro, que hoy cautiva tanto a habitantes como visitantes. Hoy en día goza de gran actividad gracias a la progresiva instalación de cafés y restaurantes. Dentro de esta plaza podemos encontrar negocios conocidos por su historia y antigüedad como el Café Royal, el Cine Albéniz y Casa Marieta.

### Puentes sobre el río Oñar

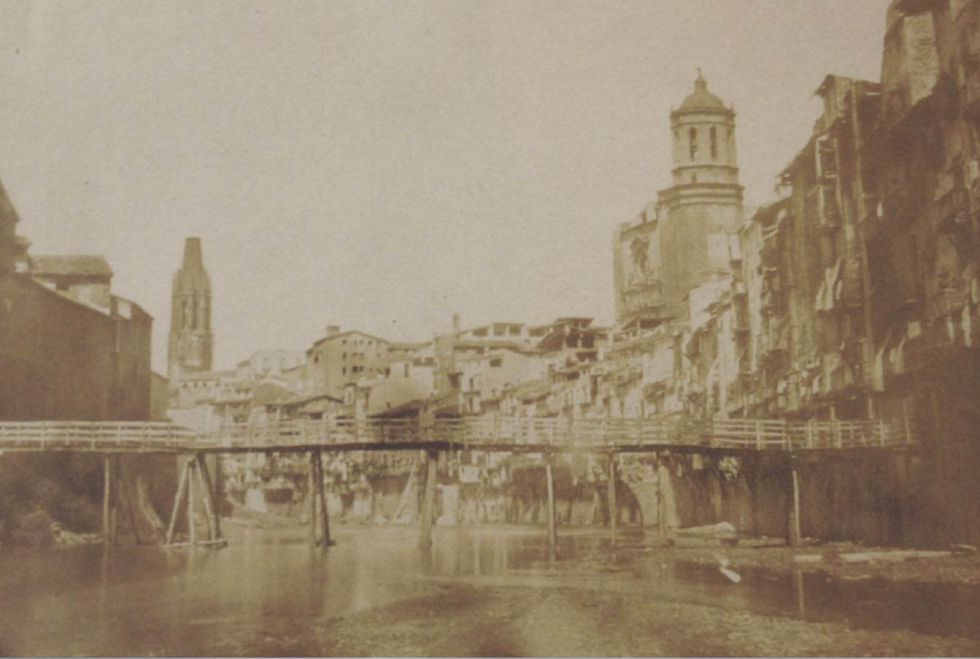
Pasarela de madera, hacia 1852. Fotografía más antigua de Gerona

Uno de los principales problemas, a lo largo de la historia, lo constituyó la necesidad de unir las dos partes de la ciudad que se hallaban separadas por el río Oñar: la orilla derecha (Barrio Viejo) y la orilla izquierda (barrio de Mercadal). Debido a ello, los puentes jugaron un papel primordial en el desarrollo de la ciudad. Actualmente no queda ninguno de los puentes medievales que cruzaban el río y la mayoría de las construcciones son contemporáneas. Destacan tres puentes históricos, fielmente conservados: el puente de Piedra, el puente de Hierro y el puente de Gómez.

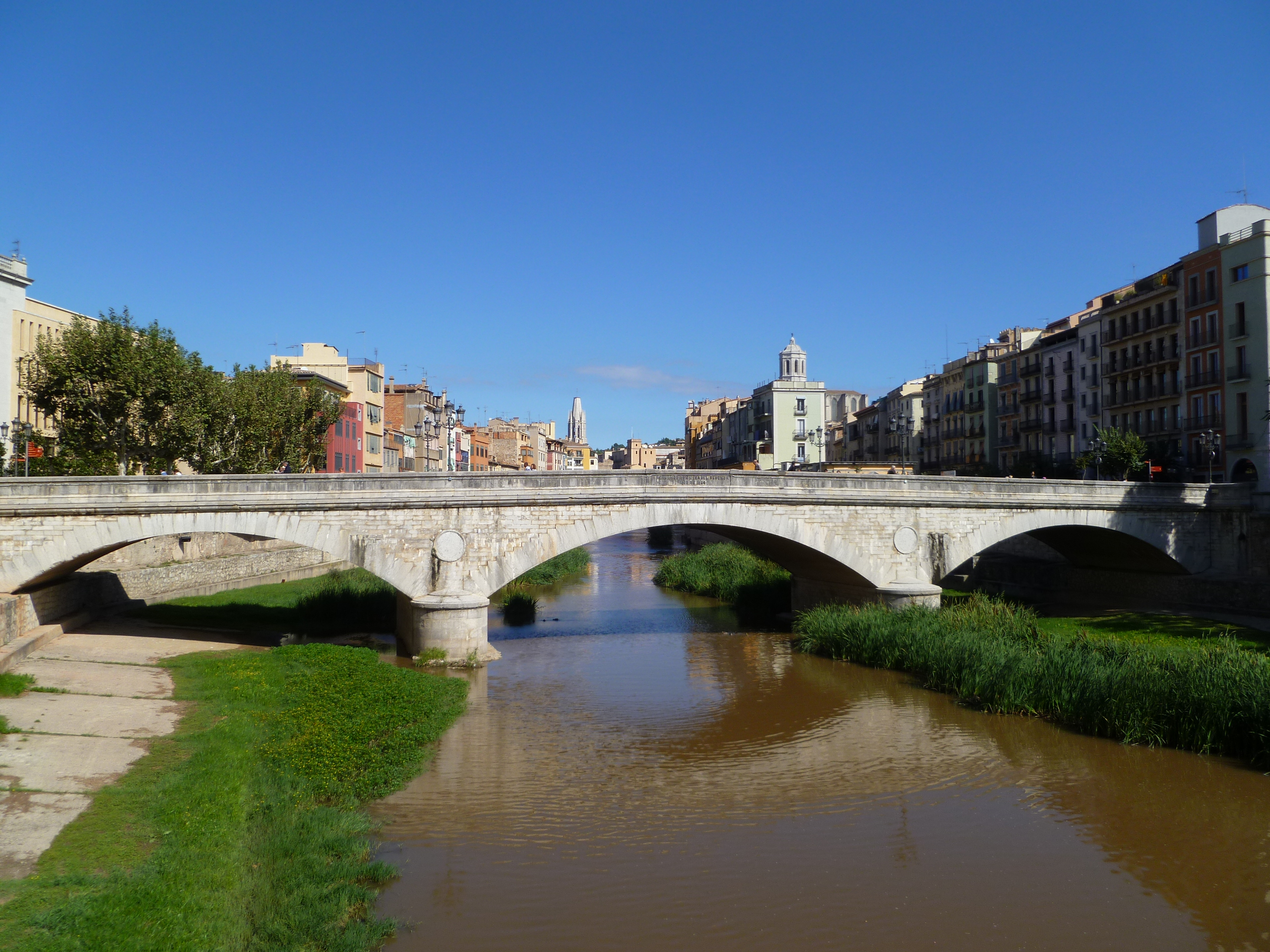
Puente de Piedra o de Isabel II

- El puente de piedra o de Isabel II, data de 1856, según antigua inscripción: «Reinando Doña Isabel Segunda. Año de 1856»,[20] y sustituyó al puente medieval de San Francisco, que tenía tres arcos góticos y torre defensiva. El actual Puente de Piedra es muy representativo, y fue construido con bloques de la típica piedra gerundense, con abundantes fósiles de nummulites. Se diseñó como puente principal, apto para circular personas y toda clase de carruajes.

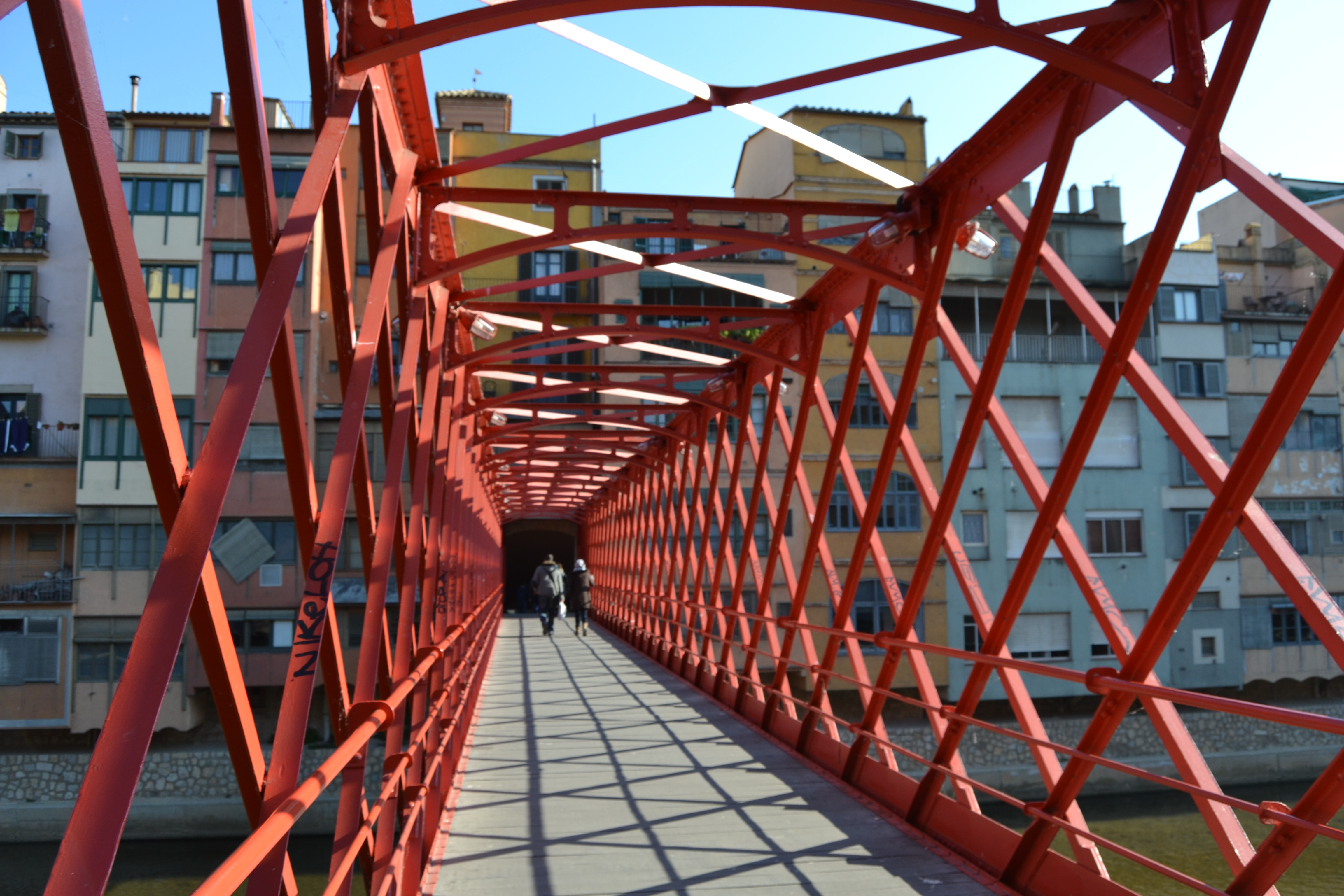
Puente de hierro o de las Pescaderías. Construido por la compañía Eiffel en 1877

- El puente de hierro, puente de las Pescaderías[21] o puente de Eiffel (en honor a Gustave Eiffel, cuya empresa parisina lo construyó),[22] data de 1877 y significó una mejoría en cuanto a cohesión de la ciudad. Tiene escaleras de acceso y es de uso peatonal. Anteriormente existieron varias pasarelas de madera en el mismo lugar, junto a las pescaderías viejas. Pero esos antiguos puentes de madera resultaban arruinados en las frecuentes inundaciones.
- El puente de Gómez (que lleva el nombre de la persona que cedió parte de su casa para construir el puente) data de 1916 y es de hormigón armado. Tiene un único arco, esbelto, moderno y austero. Se proyectó en 1914,[23] cuando el hormigón armado era la última novedad. Es de uso peatonal.
- El puente de San Felíu, es el más moderno de los puentes que cruzan el río Oñar para conectar el casco antiguo con la zona del ensanche gerundense. Concretamente une el paseo de Canalejas con la plaza de San Felíu, donde se encuentra la iglesia de San Félix, de ahí el nombre del puente. Construido en el año 1995, fue diseñado por Juan Sobrino de la ingeniería Pedelta Structural Engineers con la colaboración de los arquitectos Antoni Blazquez, Lluís Guanter y Pere Solà. La estructura es un pórtico de un único vano de 58,4 metros de luz libre, constituida por un tramo central de acero corten.

### Antiguo hospital de Santa Catalina

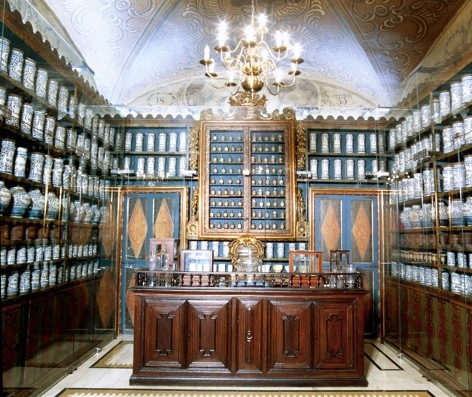
Farmacia del Antiguo Hospital de Santa Catalina

Construido durante la segunda mitad del siglo XVII, para satisfacer las necesidades de la población de la ciudad y su área de influencia. Ejercería su función sanitaria hasta el año 2004, momento en que cerró sus puertas para empezar una gran restauración para, desde el año 2010 ser la sede de la Generalidad de Cataluña en Gerona. En su interior conserva la farmacia también de finales del siglo XVII, donde se encuentra una bóveda con pinturas del siglo XIX. En sus armarios, se encuentra una rica colección de más de 350 botes de cerámica, jarrones y albarelos, la mayoría de origen o inspiración francesa y tienen el nombre del contenido escrito en latín. Además también dispone de unos ochenta botes de vidrio soplado, cajas de madera de herbarios, morteros, material quirúrgico de la época y una pequeña biblioteca. La colección pertenece al Museo de Arte de Gerona y fue restaurado en el año 2011. Encontramos también el Espacio Santa Catalina, ubicado en el edificio nuevo anexo al histórico. Se trata de un espacio expositivo abierto a la ciudadanía, donde se organizan exposiciones relacionadas con la propia institución de la Generalidad de Cataluña en Gerona, así como otras propuestas que puedan aportar los ciudadanos o las entidades. Durante el 2016 se puede visitar la exposición 350 años a tu lado. Memoria del antiguo Hospital de Santa Catalina, que conmemora el 350.º aniversario de la colocación de la primera piedra.

### Edificio de Correos

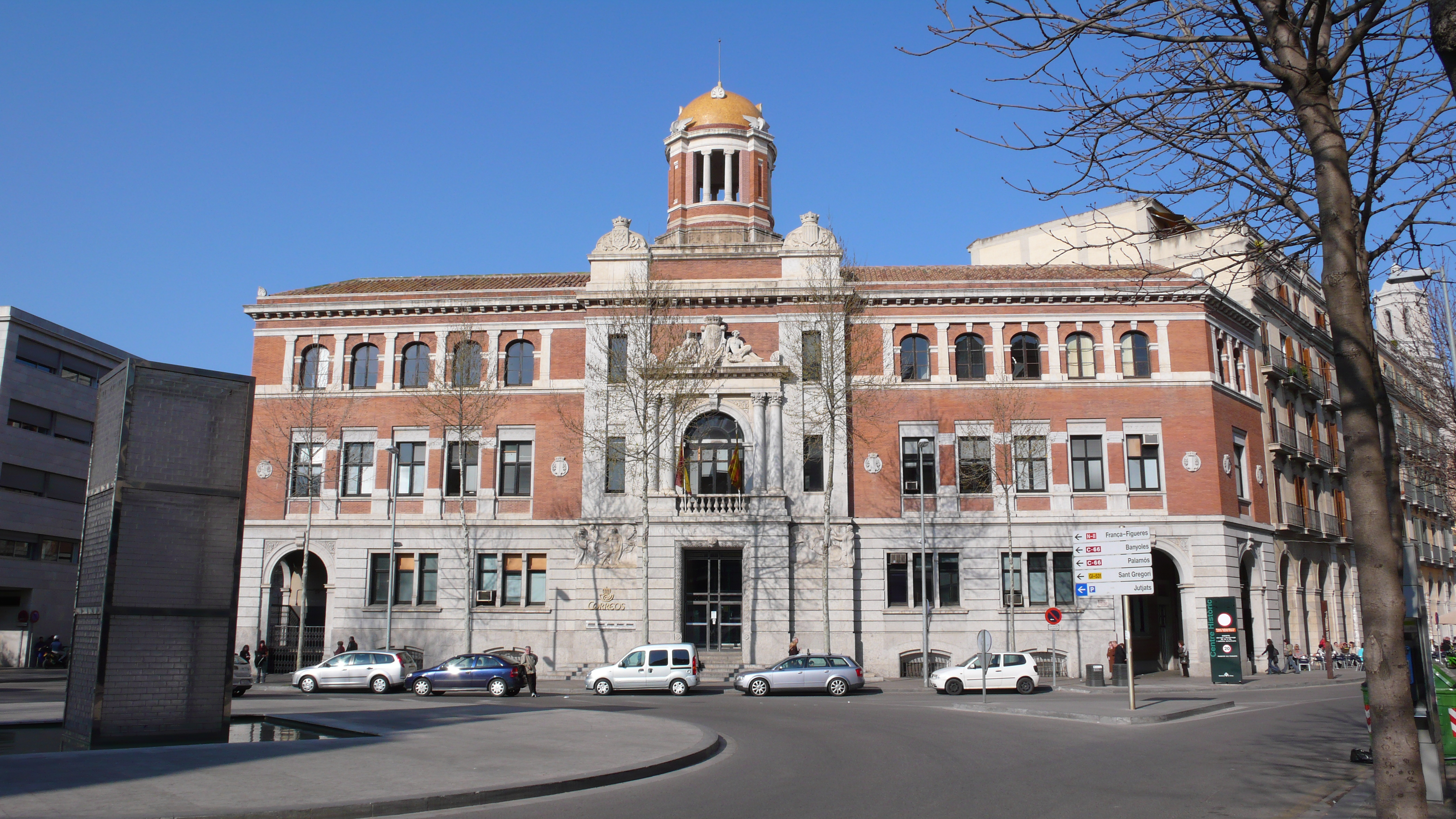
Edificio de Correos

Edificio singular y característico de una parte de Gerona, construido entre los años 1916 y 1920, e inaugurado el día 31 de marzo del año 1922. El edificio sigue el diseño de los arquitectos Eusebi Bona y Enric Catà y Catà. Situado al final de la Gran Vía Jaime I, e iniciando la avenida de Ramon Folch. De todos los elementos del edificio destaca la cúpula cilíndrica revestida con rayola de Valencia. También destacan en su fachada principal las esculturas de Frederic Marés y Deolovol. Como curiosidad resaltar, que por su céntrica ubicación, sus escaleras se convierten en punto de encuentro de muchos gerundenses, sobre todo durante las fiestas de San Narciso

### Harinera Teixidor

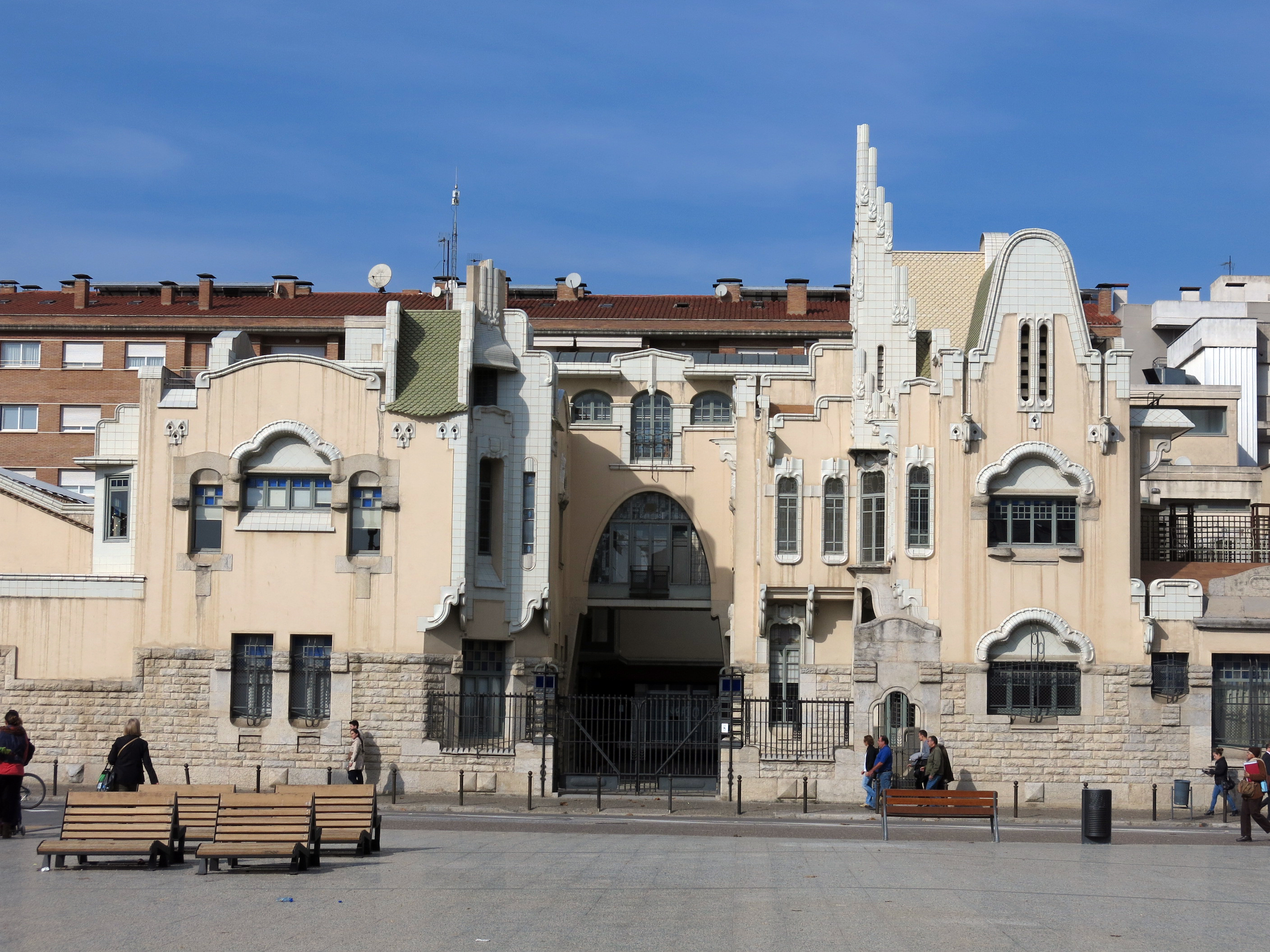
Farinera Teixidor, en la calle Santa Eugenia, 42, construida en 1911

La Farinera Teixidor es un edificio novecentista proyectado por el arquitecto Rafael Masó Valentí y construido el año 1911 en Gerona. El conjunto edificado en 1911 consta de dos edificios separados por un pasaje sostenido por un arco parabólico. En el edificio de la derecha destacan la cubierta parabólica de la fachada principal que se recubre con escamas cerámicas de color verdoso, elemento típico de la arquitectura novecentista. A la izquierda de esta cubierta se encuentra el pináculo principal que pretende simbolizar la forma de una espiga de trigo. El conjunto se amplió con almacenes a ambos lados, en los años 1915 y 1924. La fábrica cerró en 1988 y en 1995 comenzaron los trabajos de rehabilitación que finalizaron en el año 2000 y fueron dirigidos por el arquitecto Arcadi Pla Masmiquel. El nuevo uso del edificio fue la sede del diario local El Punt. Este uso se mantuvo hasta el año 2015 y, desde entonces, el edificio permanece cerrado.

## Servicios

### Comunicaciones

#### Transporte urbano
La ciudad de Gerona cuenta, en la actualidad, con un único medio de transporte público urbano colectivo: el autobús. El consorcio de transportes (CTM) gestiona los autobuses de Transports Elèctrics Interurbans (TEISA) y de Transports Municipals del Gironés (TMG), que actualmente cuenta con 11 líneas urbanas que sobrepasan los límites administrativos del municipio de Gerona, englobando los municipios vecinos de Salt, Sarriá de Ter, Quart, Fornells de la Selva y Vilablareix, lo que se considera el área urbana de Gerona.
Por toda la red viaria circulan una serie de autobuses metropolitanos, regionales y nacionales que conectan el resto de las poblaciones con Gerona. Así, hay líneas regulares que unen a Gerona con San Felíu de Guixols, Santa Coloma de Farnés, Olot y Lloret de Mar y con todas las pequeñas y medianas poblaciones que se encuentran en el recorrido. La estación de autobuses central de donde parten todas está junto a la estación de ferrocarril.

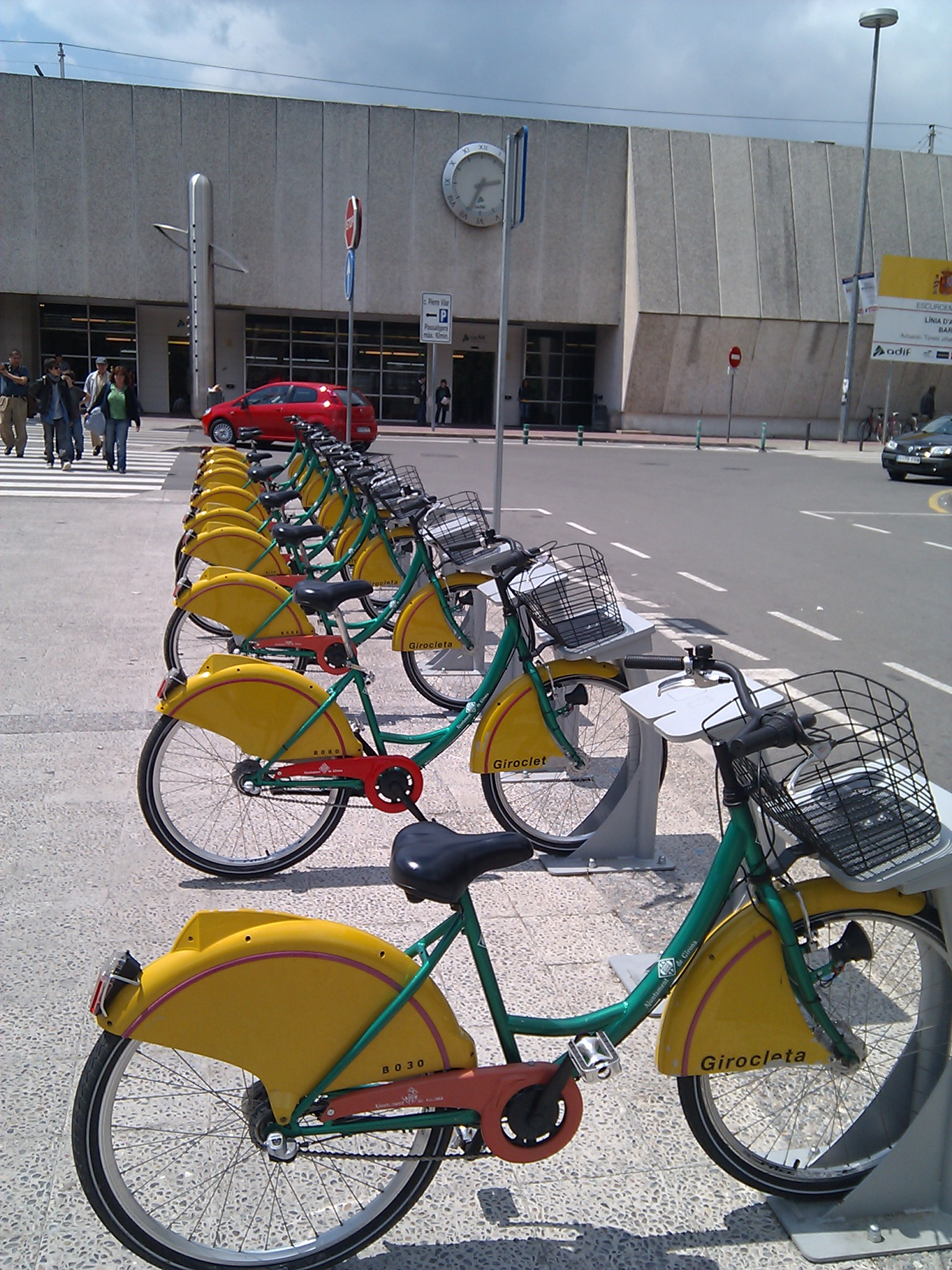
Estación de la Girocleta frente a la estación de tren

#### Girocleta
Girocleta es el nombre que recibe el servicio de bicicletas públicas de Gerona. El servicio se inauguró el 25 de septiembre de 2009, contando en aquel momento con 8 estaciones (con un total de 200 aparcamientos) y 160 bicicletas disponibles. Desde su puesta en funcionamiento ha recibido una gran aceptación por parte de los gerundenses. En octubre de 2012, la Girocleta tenía dados de alta en el servicio 1695 usuarios, y el número de estaciones ya se había ampliado a 12.

#### Ferrocarril
Gerona dispone de una estación de ferrocarril de Adif (antes RENFE), conectada a la red nacional de ferrocarriles con un ancho de vía de 1668 mm; y conectada a esta estación la nueva estación soterrada, con ancho de vía internacional.
Existen cinco tipos de trenes que comunican a la ciudad:
- Trenes regionales (Regional/Cataluña Exprés): unen la ciudad con Portbou, Figueras, Barcelona y otros municipios de la provincia y de la vecina provincia de Barcelona como Granollers.
- Trenes media distancia.
- Trenes de cercanías: unen Figueras con El Hospitalet de Llobregat circulando por el maresme. Actualmente solo presta servicio la línea RG1 de Cercanías de Gerona.
- Trenes de largo recorrido (Talgo/Estrella): unen a Gerona con las ciudades principales del corredor mediterráneo y con Madrid.
- Trenes de Alta Velocidad (AVE/TGV): Unen Gerona con Barcelona, Tarragona, Lérida, Zaragoza, Guadalajara, Madrid y Figueras, Perpiñán, Narbona, Montpellier, Nimes, Valence y París.
- Trenes internacionales: unen a Gerona con Perpiñán, Narbona, Montpellier, Limoges, Orleans, París, Ginebra, Zúrich, Turín y Milán.

Las infraestructuras ferroviarias circulan por Gerona mediante un viaducto que atraviesa la ciudad de norte a sur. Actualmente, con la llegada del Tren de Alta Velocidad a la ciudad, se ha redactado un plan que proyecta soterrar el ferrocarril, desmantelar la estación de mercancías existente y construir una nueva estación de viajeros en el mismo sitio en el que se halla la actual estación.

#### Carreteras

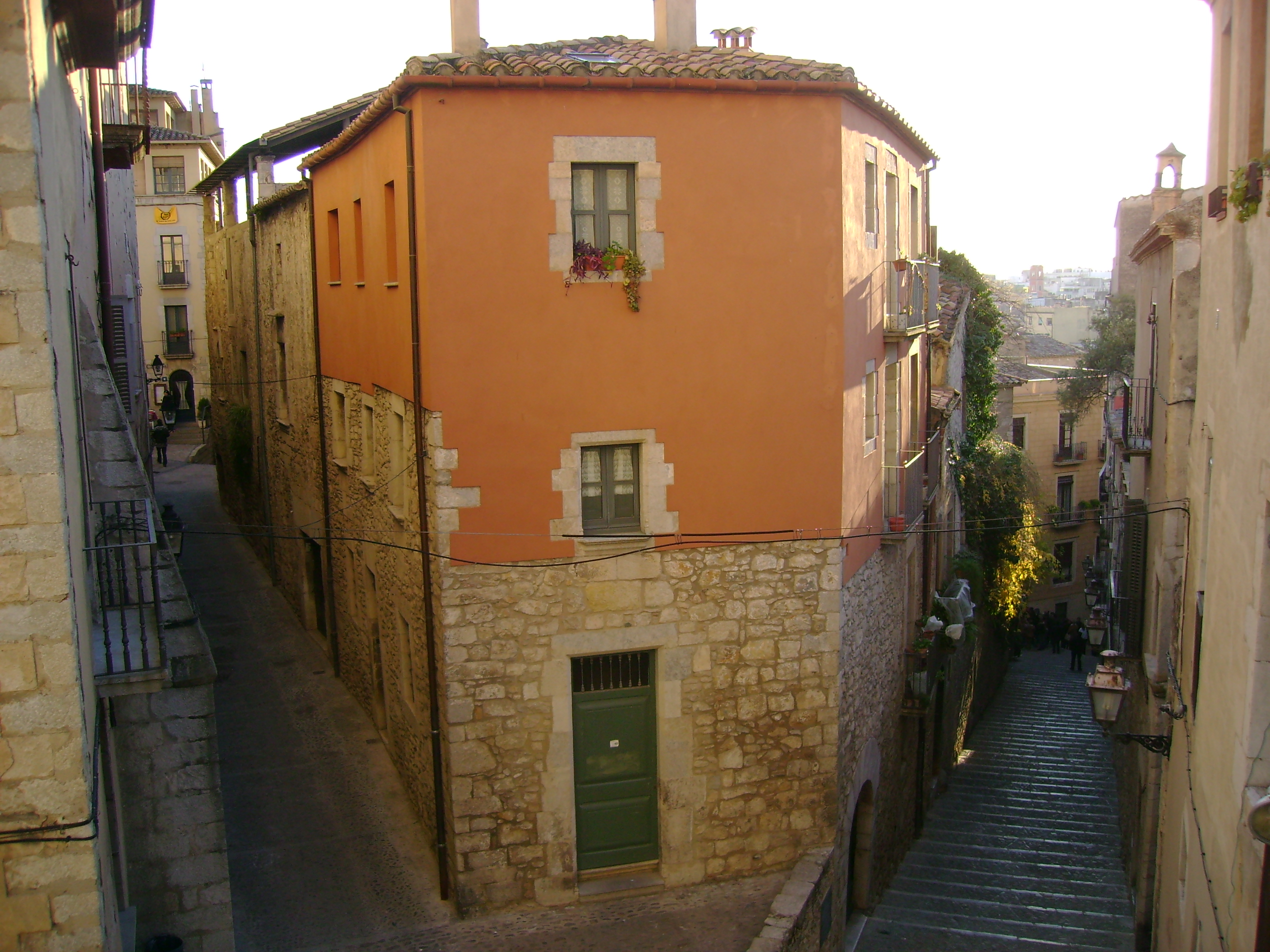
Calles en el Barrio Viejo

Un gran número de infraestructuras viarias atraviesan el municipio de Gerona, teniendo en cuenta que es un lugar de paso obligado hacia la Costa Brava, hacia el interior, y hacia la frontera con Francia. En la red de carreteras estatales se encuentra la autopista de peaje AP-7 (autopista del Mediterráneo) que es la vía de gran capacidad que comunica el corredor mediterráneo con la frontera francesa, y la A-2 (antigua N-II), antigua carretera nacional radial que lentamente se está convirtiendo en una autovía. Esta carretera atraviesa el municipio de Gerona por el paraje natural y protegido del Valle de San Daniel. La construcción de esta carretera, atravesando una zona de alto valor natural y paisajístico generó, hacia los años 1990 y 1992, una fuerte oposición popular contra el proyecto.
Las carreteras autonómicas que atraviesan Gerona son: la C-65, la C-66, la N-141a e indirectamente, la C-25. La C-65 une a Gerona con la ciudad costera gerundense de San Felíu de Guixols, la C-66 con Palafrugell y La Bisbal del Ampurdán, Bañolas y Besalú donde conecta con la autovía del Estado A-26. La N-141a, une a Gerona con Bescanó y Anglés, siguiendo el curso del río Ter. Por último, la C-25, el denominado eje transversal, une a Gerona con Santa Coloma de Farnés, Vich, Manresa y Cervera, donde enlaza con la A-2.
En último término están las carreteras provinciales, mantenidas por la Diputación de Gerona y que conectan las pequeñas poblaciones con la capital.

#### Aeropuerto
La infraestructura aeroportuaria que sirve a la ciudad de Gerona y al resto de la provincia, es el aeropuerto de Gerona-Costa Brava, situado en Viloví de Oñar, a 12 km de la ciudad. Desde su creación, en 1969, el aeropuerto, que era una infraestructura de segundo orden, reservado únicamente para vuelos nacionales y chárteres, pasó a ser una infraestructura de primer orden para la llegada de las compañías aéreas de bajo coste en 2003. Debido a esto, el aeropuerto de Gerona-Costa Brava, dejó de ser un aeropuerto de la provincia de Gerona, para convertirse en un aeropuerto de ámbito internacional. Fue anteriormente un base, en el sur de Europa, de una de las mayores compañías aéreas de bajo coste, la irlandesa Ryanair.

#### Puerto
El municipio de Gerona no dispone de ningún acceso o enclave marítimo y, por tanto, no tiene ningún puerto en el término municipal. Pero Gerona, históricamente, dispuso de derechos sobre el puerto de San Felíu de Guixols, a 40 km de la ciudad. En la época medieval, Gerona consiguió que se reconociera su jurisdicción sobre el puerto, lo que suponía el control de todos los impuestos que se derivaban y la garantía del uso, con plenos derechos, del pequeño puerto del mar Mediterráneo. En la actualidad, Gerona, no tiene ningún derecho sobre el puerto de San Felíu de Guixols que ha sido sustituido, en cuanto a importancia, por el puerto de Palamós, que es la principal infraestructura portuaria de la provincia de Gerona y que está situado, también, a unos 40 km de la capital gerundense.

## Cultura

### Fiestas

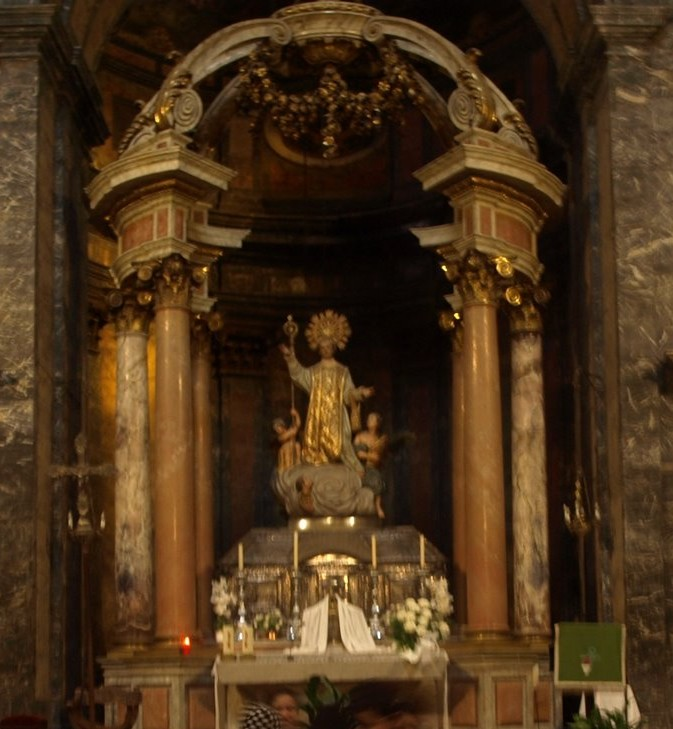
Capilla de San Narciso, en la basílica de San Félix

- Ferias y fiestas de San Narciso: las fiestas de Gerona se celebran en la semana en que cae el 29 de octubre, día dedicado a san Narciso, patrono de la ciudad. Las fiestas empiezan el viernes anterior al 29 con unos pasacalles y la lectura del pregón desde el balcón del ayuntamiento. El día de San Narciso, se celebra una solemne misa mayor dedicada al santo, en la iglesia de San Félix de Gerona, donde se encuentra la capilla del santo con los supuestos restos del mismo. Paradójicamente, la misa del actual patrón de Gerona se celebra en la iglesia dedicada al antiguo patrón San Félix. Finalizan el domingo siguiente al 29 de octubre con unos fuegos artificiales. En cuanto al aspecto lúdico de las fiestas, en el parque de la Dehesa se hallan las barraques (bares de entidades locales hechos con barracones) junto con los conciertos musicales, se instalan las atracciones de ferias y la Fira agrícola i comercial con puestos para empresas locales. A lo largo del tiempo, las fiestas de San Narciso se han convertido en unas fiestas que abarcan a todos los municipios de las comarcas bajas de la provincia de Gerona perdiendo, con ello, el carácter más urbano y tradicional, explotando la parte más lúdica de las mismas.

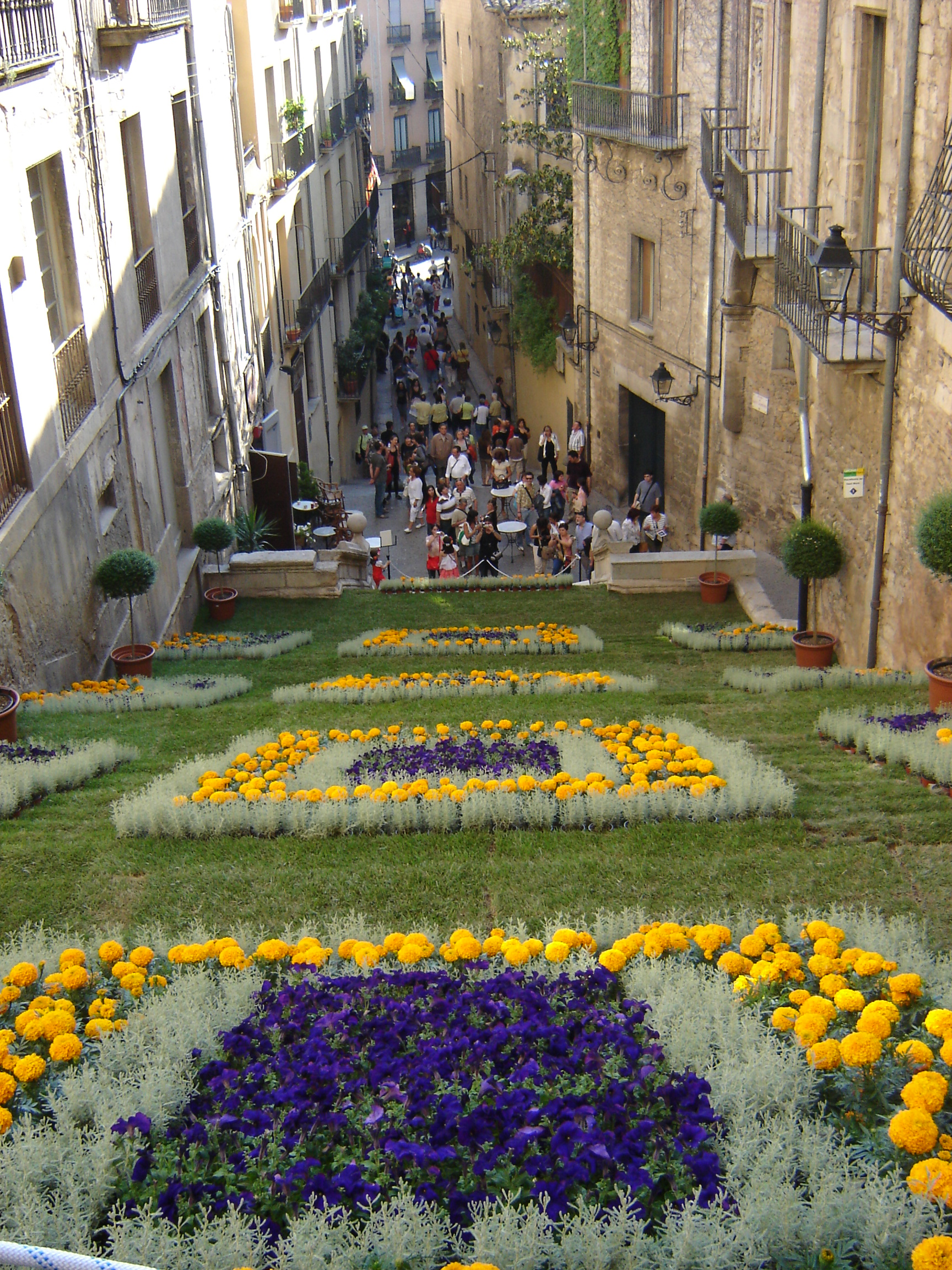
Escaleras de la Cuesta de Santo Domingo durante el festival Gerona, Tiempo de Flores

- Gerona, Tiempo de Flores:[26] se trata de una fiesta muy reciente, con un carácter promocional, turístico y comercial muy importante, que se celebra la tercera semana de mayo. Esta fiesta comenzó a celebrarse en 1955, como una simple exposición de flores en la iglesia de Santo Domingo de Gerona, organizada por la Sección Femenina de la FET y de las JONS. A lo largo de los años, la muestra fue evolucionando hasta convertirse en una muestra de creaciones florales en la iglesia mencionada. Hacia mediados de la década de 1990, el ayuntamiento, presidido por Joaquim Nadal i Farreras, decidió convertir esta muestra focalizada en Santo Domingo, en una muestra que comprendiera a toda la ciudad. Se organizó, por tanto, una muestra floral repartida por toda la ciudad. Los monumentos de la ciudad se adornaban y se convenció a los propietarios de los patios particulares del Barrio Viejo para que los abriesen al público durante la muestra. Después de haber sufrido una gran transformación esa muestra se convirtió en la actual Gerona, Tiempo de Flores. En la actualidad, los creadores florales llenan la ciudad de muestras florales clásicas o experimentales. Una gran cantidad de monumentos y espacios públicos destacados acogen las creaciones florales. Asimismo, los propietarios de patios y jardines particulares del Barrio Viejo, continúan abriéndolos y enseñándolos a los visitantes. Pese al cambio comercial y turístico que ha sufrido la muestra, sigue siendo un momento en el cual la ciudad abre sus puertas y se llena de flores.

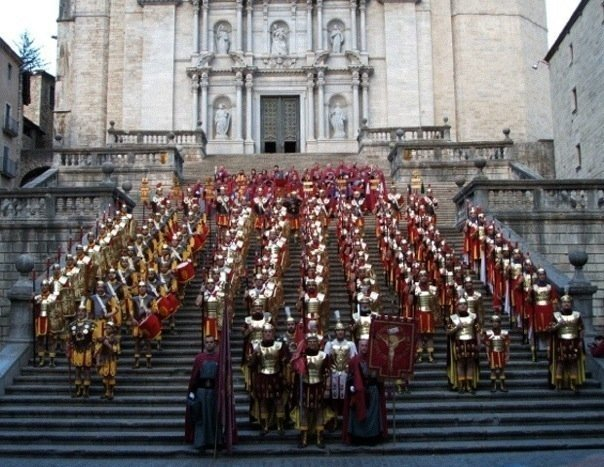
Manaies durante la Semana Santa

- Semana Santa: el Miércoles Santo los Manaies de Gerona recorren las calles de Gerona para hacer la entrega del Pendón hasta el domicilio del Pendonista donde se hace la entrega de la insignia de la asociación que queda custodiada en su casa hasta la Procesión del Viernes Santo. El Viernes Santo, el Manípulo de Manaies recoge al pendonista y lo acompaña a la sede de la Cofradía para esperar el inicio de la Procesión del Santo Entierro. A las diez de la noche cofrades y manaies se dirigen a la catedral. Al toque de las campanas salen los primeros Manaies por el portalón principal dando inicio a la Procesión descendiendo las escaleras a marcha lenta y golpeando con las lanzas, acompañados por la música de los timbales, bombos y pífanos de la banda. Les siguen los cofrades, con túnica gris y capa granate, que acompañan los dos Misterios de la Cofradía de Jesús Crucificado a la que pertenecen los Manaies. Son especialmente espectaculares los dos momentos en que los Manaies ejecutan la Estrella y la Rueda, donde los diferentes grupos que componen el Manípulo se entrecruzan entre ellos. También participan en la procesión otras cofradías como las de la Purísima Sangre, Jesús y los niños, Santo Sepulcro, Santa Faz, Silencio... Pasada la medianoche la procesión llega de nuevo a la catedral donde los Manaies, colocados a ambos lados de las escaleras, abren paso a las diferentes cofradías. Concluye la Procesión del Santo Entierro con la bajada del Manípulo de los Manaies por las escaleras de la catedral.

### Museos

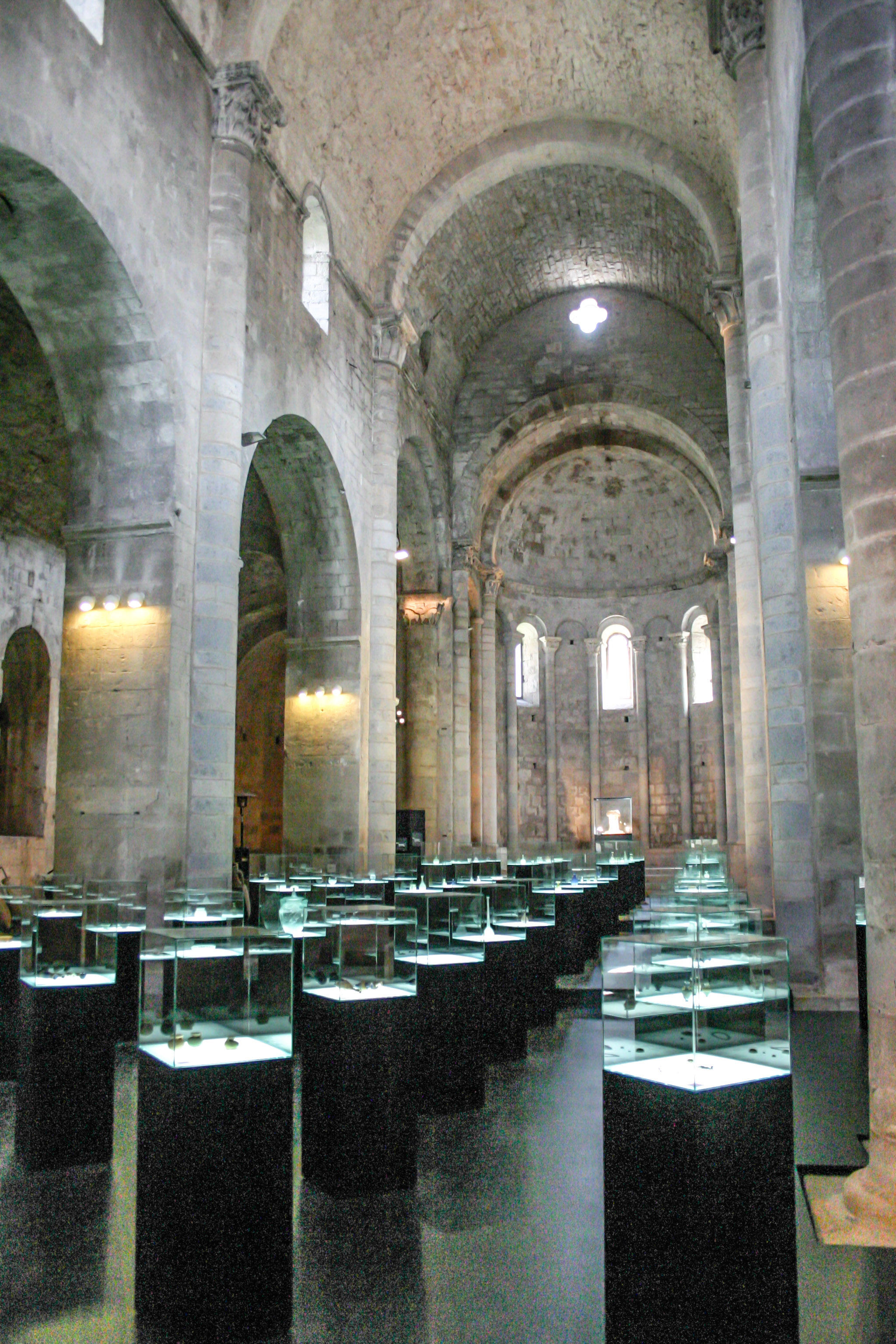
Museo Arqueológico

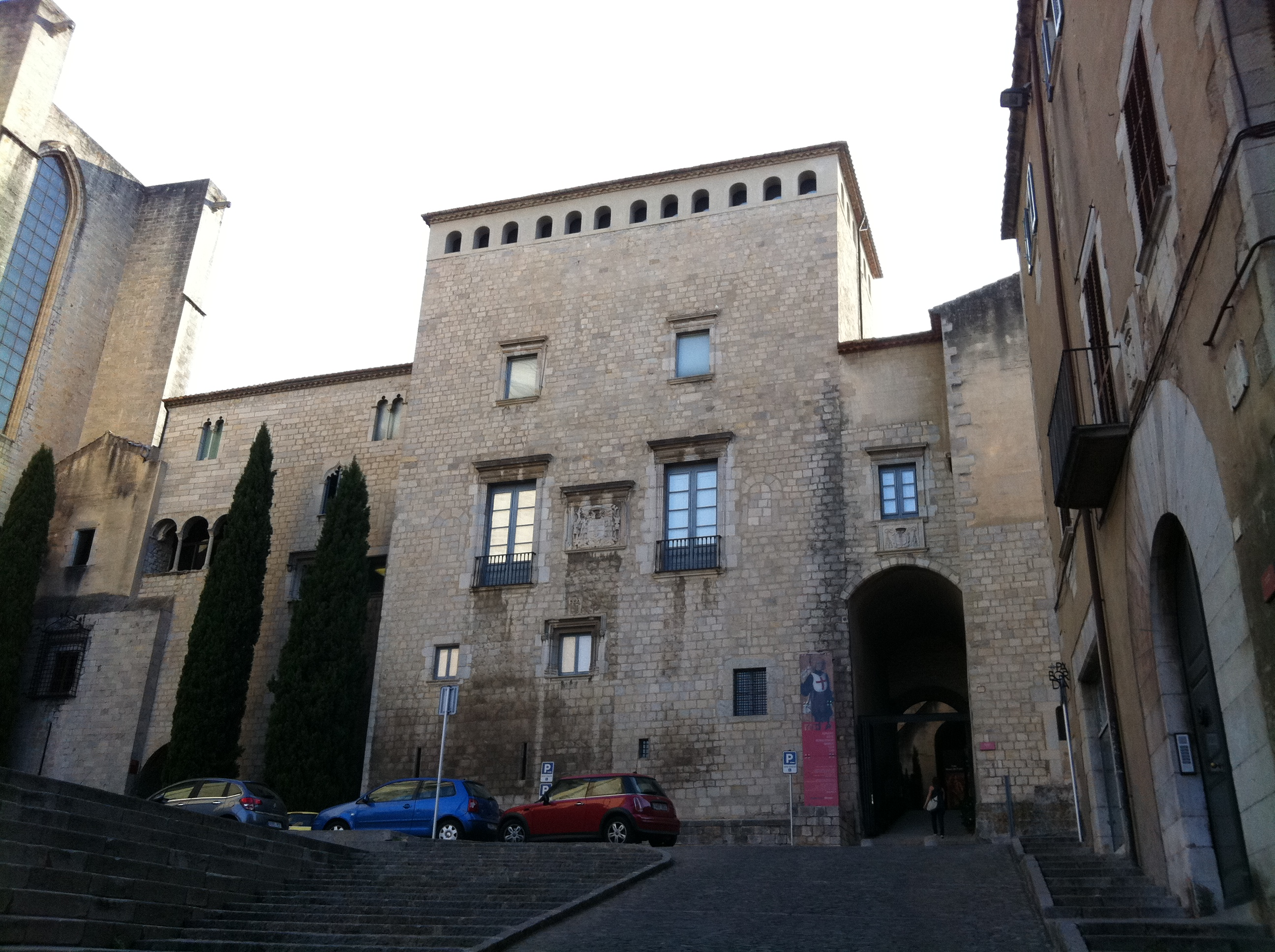
Fachada del palacio episcopal, sede del Museo de Arte

- Museo de Historia de la Ciudad:[27] situado en el centro del Barrio Viejo, en el antiguo convento de los capuchinos del siglo XVIII, y posterior instituto provincial (1845-1968), el museo repasa toda la historia de la ciudad de Gerona, desde los primeros pobladores prehistóricos, pasando por el esplendor medieval, hasta llegar a nuestros días. Las colecciones comprenden fondos arqueológicos, objetos históricos, e ilustraciones de la época, con mapas y maquetas explicativas. También se pueden visitar el claustro y el cementerio del antiguo convento. En el edificio se encuentra el Archivo Histórico Municipal.
- Museo de Arqueología de Cataluña:[28] La antigua iglesia y el antiguo convento de San Pedro de Galligans, acogen las colecciones de la sección gerundense del Museo de Arqueología de Cataluña, conocido, anteriormente, como Museo Provincial de Antigüedades y Bellas Artes. Utilizados como almacén de las excavaciones arqueológicas del Ampurdán desde 1846, el museo provincial se instaló en 1857. En 1992, se llevó a cabo el proyecto de modernización de las instalaciones ya como una sección del Museo de Arqueología de Cataluña. El museo contiene todo el material arqueológico de tiempos prehistóricos y de la época antigua (ibérico, griego y romano), encontrado en la Provincia de Gerona que no fue enviado a los almacenes de Barcelona, como, por ejemplo, la estatua de Asclepio de Ampurias. Se pueden ver lápidas, mosaicos y materiales de uso cotidiano. El museo también cubre la época medieval, con conjuntos de epigrafía.
- Museo de Arte:[29] fundado en 1976, el museo está situado en el antiguo palacio episcopal de Gerona, al lado de la catedral. El museo contiene colecciones de todos los periodos, desde el románico hasta la época contemporánea, con obras de Ramón Martí Alsina o de Joaquín Vayreda. Las piezas expuestas van desde el arte sacro a las artes decorativas. Las principales colecciones son las medievales, entre las que destaca el ara del ampurdanés monasterio de San Pedro de Roda.
- Museo Capitular-Tesoro de la Catedral:[30] museo dedicado a las reliquias y objetos de valor acumulados por el Capítulo de la catedral de Gerona. Se pueden contemplar colecciones dedicadas al arte sacro, objetos litúrgicos y obras de orfebrería. Entre sus piezas destacan el Beato de Liébana, hecho en Zaragoza en 975 y el Tapiz de la Creación de los siglos XI o XII.

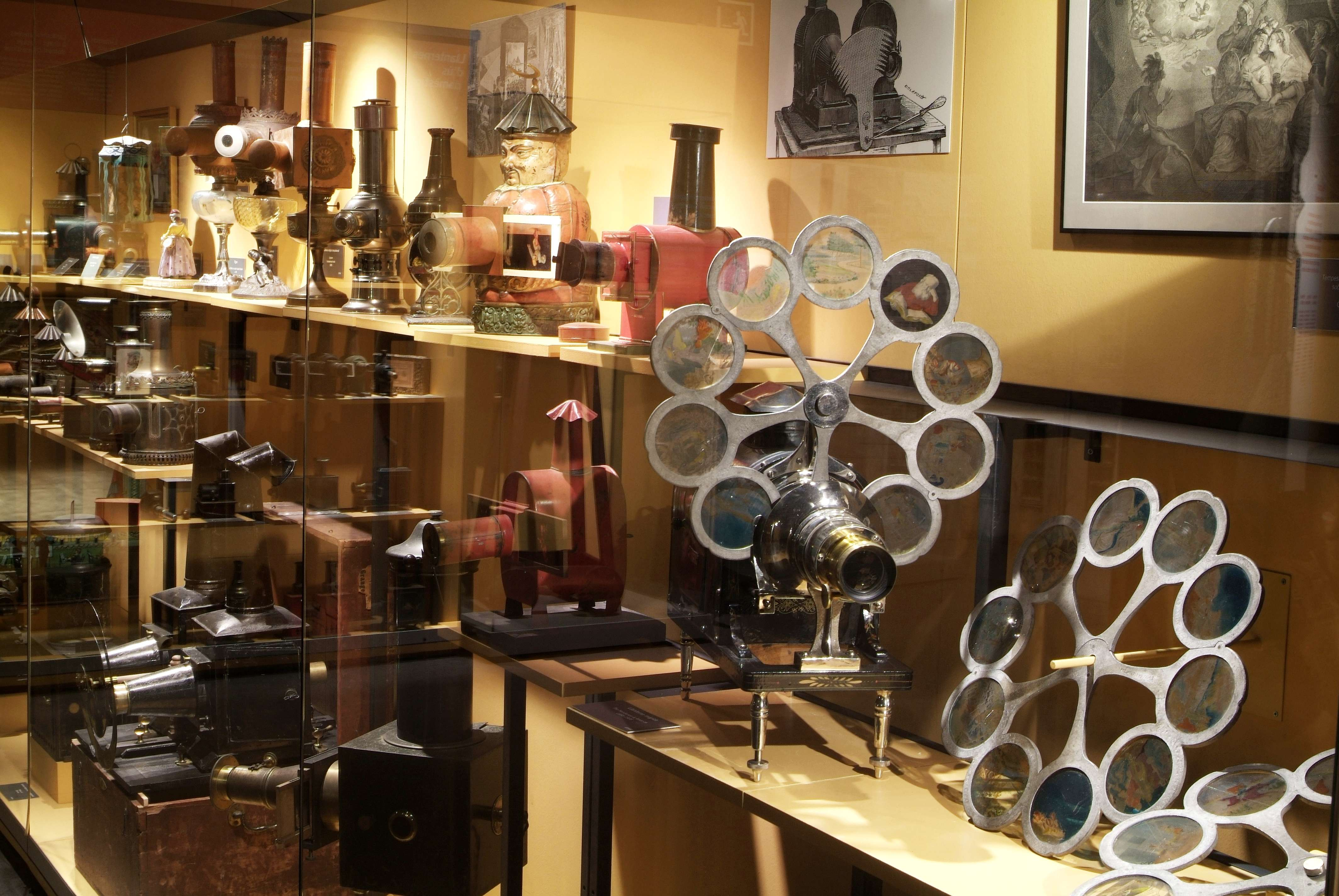
Linternas mágicas, Museo del Cine

- Museo del Cine:[31] inaugurado en 1998, es un museo único en esta categoría. Creado a partir de la donación de los fondos particulares del director de cine catalán Tomàs Mallol i Deulofeu, contiene una gran variedad de material cinematográfico, como máquinas de proyección, bobinas, material original de películas y un fondo notable de carteles.
- Museo de la Historia de los Judíos:[32] museo dedicado a la historia de la comunidad judía gerundense de la época medieval, del siglo XI al pogromo de 1391, hasta su expulsión en 1492. Contiene objetos de la cultura judía y un rico fondo de lápidas procedentes del cementerio judío de Gerona en Montjuic.
- Casa Masó: casa-museo dedicada a gestionar y conservar la obra de Rafael Masó y la visita a la Casa Masó. La Fundación promueve el estudio, preservación y difusión de la obra de Masó y del novecentismo catalán, y fomenta la concienciación sobre la importancia de la arquitectura y el urbanismo para la sociedad y las personas. Por ello organiza exposiciones, publicaciones, y actividades educativas para todos los públicos.

### Teatro

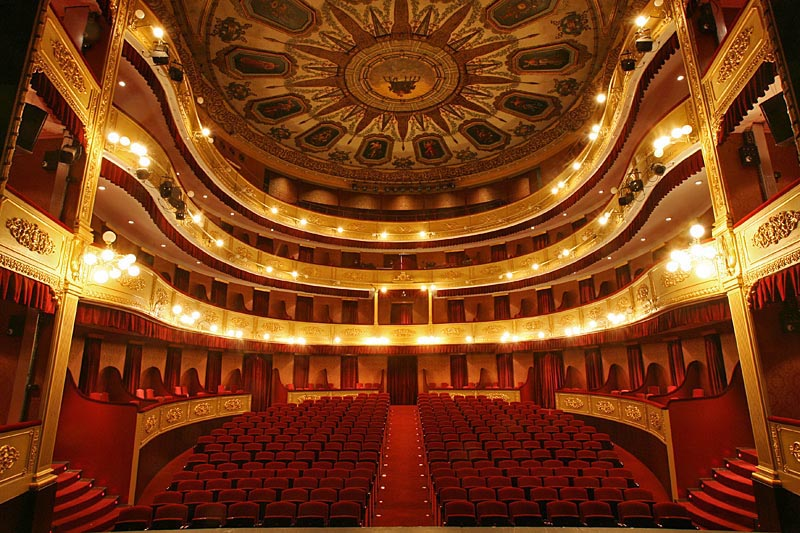
Interior del teatro Municipal

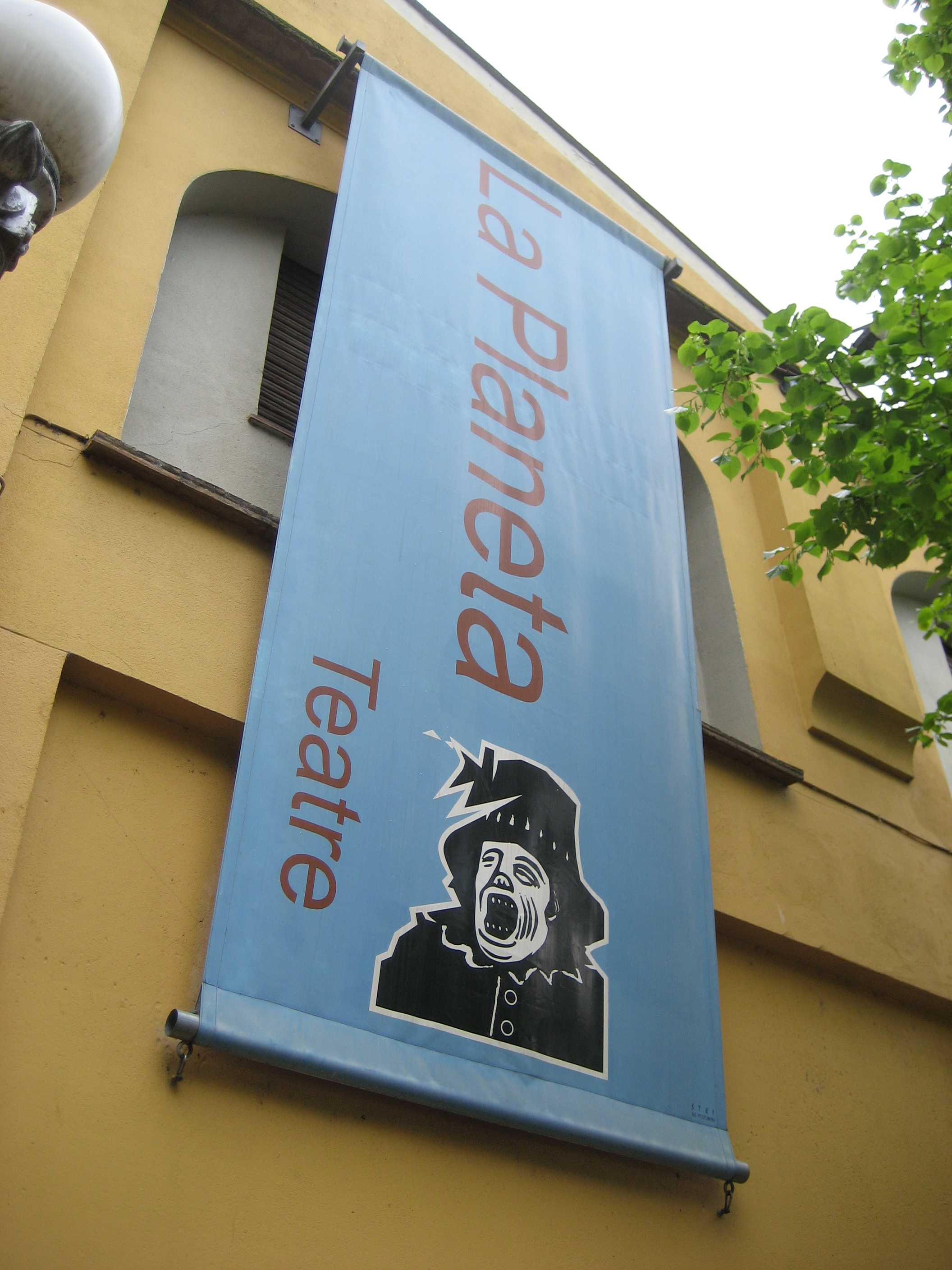
Exterior de la Sala La Planeta

- Teatro Municipal:[33] el primer teatro de la ciudad de Gerona aparece documentado en 1769, cuando el ayuntamiento de Gerona decidió utilizar el Pallol como teatro de comedias. Se trataba de un local de reducidas dimensiones para la utilización que se le quería dar, aparte de ser fácilmente inflamable y peligroso. En unas instalaciones tan inadecuadas el ayuntamiento emprendió la reforma integral del teatro. Derribó el Pallol y empezó a edificar entre 1857 y 1860 un moderno teatro con diseño del arquitecto municipal Martí Sureda. El nuevo teatro, con forma de herradura y con una gran caja escénica, seguía los patrones de los teatros isabelinos que en ese momento aparecieron por toda España. Hasta 1900, la zarzuela y la ópera italiana dominaron la escena teatral, lo mismo que en los demás teatros españoles. A partir de 1900, este monopolio se truncó y se programaron óperas wagnerianas de poco o ningún éxito. El crecimiento de las compañías catalanas, la consolidación de la zarzuela y el auge del teatro de Ángel Guimerá, Serafí Pitarra, Echegaray y Benavente, marcaron el período hasta 1936, año en el que el teatro dejó de ser privado y se socializó por parte de la CNT. La programación cambió radicalmente y se representaban obras de carácter pedagógico: socialista, anarquista y obras que enaltecían la revolución. Después el teatro pasó a manos del ayuntamiento (que ponía en subasta su gestión), y recuperó la antigua programación. Durante la época comprendida entre 1955 y 1975 la actividad teatral fue muy baja y de muy poca calidad, dado que el ayuntamiento, al asumir la gestión directa, prefería tener cerrada la sala. A causa de ello, los grupos intelectuales de la época, cercanos al semanario Presència le denominaron los años grises. Este grupo emprendió una renovación teatral de la mano de Joan Ribas y el grupo Proscènium. A partir de 1975, el teatro recuperó la actividad perdida cambiando substancialmente la línea que se seguía tradicionalmente. Las zarzuelas, óperas y operetas perdieron su espacio y la sala y el teatro (predominantemente en catalán) clásico y moderno han ocupado toda la programación. En 1999, se iniciaría un proceso de renovación, cuyas obras finalizaron en octubre de 2006.

- Sala La Planeta:[34] la sala de teatro independiente La Planeta fue creada en 1987 por el director de la compañía gerundense de teatro Proscènium, Joan Ribas. Es la segunda sala de teatro de la ciudad y acoge espectáculos de pequeño formato e independientes, que no se incluyen en los grandes circuitos teatrales.
- Temporada Alta. Festival de Otoño de Cataluña, que se celebra desde 1992. La edición de 2013 contó con 88 espectáculos y se llegó a la cifra de más de 60 000 espectadores con el 93,41 % de ocupación en los dos meses que duró el festival, del 3 de octubre al 8 de diciembre.[35]

Con una imparable y creciente proyección internacional, el Festival de otoño de Cataluña se celebra durante los meses de octubre, noviembre y diciembre en las ciudades de Gerona y Salt; lejos de los núcleos potentes de exhibición teatral pero a pesar de ello, el certamen ha conseguido una creciente proyección internacional, por el hecho de ser tanto la puerta de entrada a España de espectáculos y compañías extranjeras, como un importante escaparate de la producción escénica nacional, lo que le ha ayudado a ganarse una gran aceptación en el público.
A lo largo de sus veinte años de historia, el Temporada Alta, ha obtenido el reconocimiento del sector y de la prensa especializada, que lo ha calificado de «mejor festival de España», y ha llegado a convertirse en un evento de referencia entre los principales festivales de teatro europeos. Ha recibido varias distinciones entre las que destacan el Premio Max de Nuevas Tendencias 2012, y su director, Salvador Sunyer, ha sido galardonado con el Premio Butaca en 2010 y el Premio Nacional de Teatro 2008.
Festival Internacional de Teatro Amateur de Gerona (FITAG): El Festival Internacional de Teatro Amateur de Gerona se celebra la última semana del mes de agosto. Sus inicios se remontan al verano de 1998; en aquellos momentos bautizado como El Pati. Celebrándose de forma bianual hasta 2002, momento en que pasa a ser FITAG y celebrarse anualmente. Su rasgo más característico es el hecho de poder disfrutar de representaciones interpretadas por compañías teatrales amateurs de cualquier lugar del mundo.

### Auditorio Palacio de Congresos de Gerona

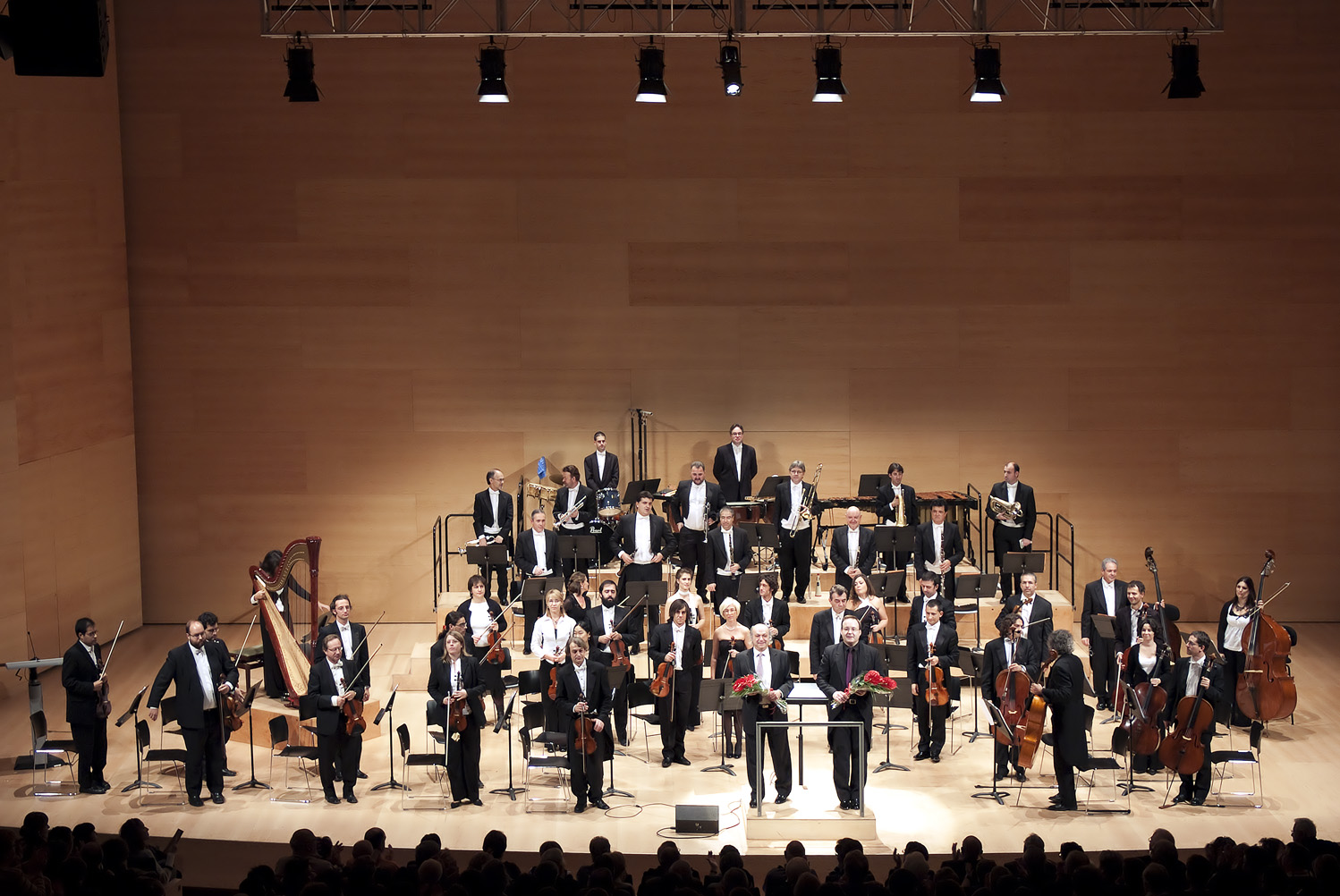
Concierto en el Auditorio Palacio de Congresos de Gerona

Construido colindante al Palacio Ferial, al lado del parque de la Dehesa y frente al río Ter, fue inaugurado oficialmente el 27 de mayo de 2006. El edificio, concebido para poder acoger tanto conciertos, como congresos; cuenta diversas salas para poder acoger eventos con más o menos aforo. La Sala Xavier Montsalvatge, la cual dispone de un aforo para 1176 espectadores; la Sala Cambra que puede acoger hasta 402 y la Sala Petita apta para 178 espectadores. Además, dispone de hasta nueve salas multiusos, que se pueden combinar entre ellas llegando la suma de las salas 4+5+6+7+8+9 a la capacidad de más de 400 asistentes. Durante todo el año el auditorio acoge multitud de conciertos pero su mejor momento lo vive durante el ciclo de Temporada Alta. Festival de Otoño de Cataluña.
Además de conciertos también se celebran congresos, convenciones y todo tipo de reuniones. En cuanto a congresos destacan especialmente los de especialidad médica y como referente se puede citar el congreso Fórum Impulsa que congrega cada año a más de 1200 asistentes.

### Universidad de Gerona
La actual Universidad de Gerona es la institución educativa de máximo nivel de la ciudad. Creada en 1992 a partir del Estudio General de Gerona, una sección dependiente de la Universidad Autónoma de Barcelona significó la recuperación de los estudios universitarios en Gerona desde el 1717, año en el que se clausuró la institución universitaria de Gerona por orden de Felipe V. Las instalaciones de la actual universidad se encuentran divididas en tres campus: el del Barrio Viejo, el del centro de la ciudad (Campus Centre), y el de Montilivi.

### Leyendas

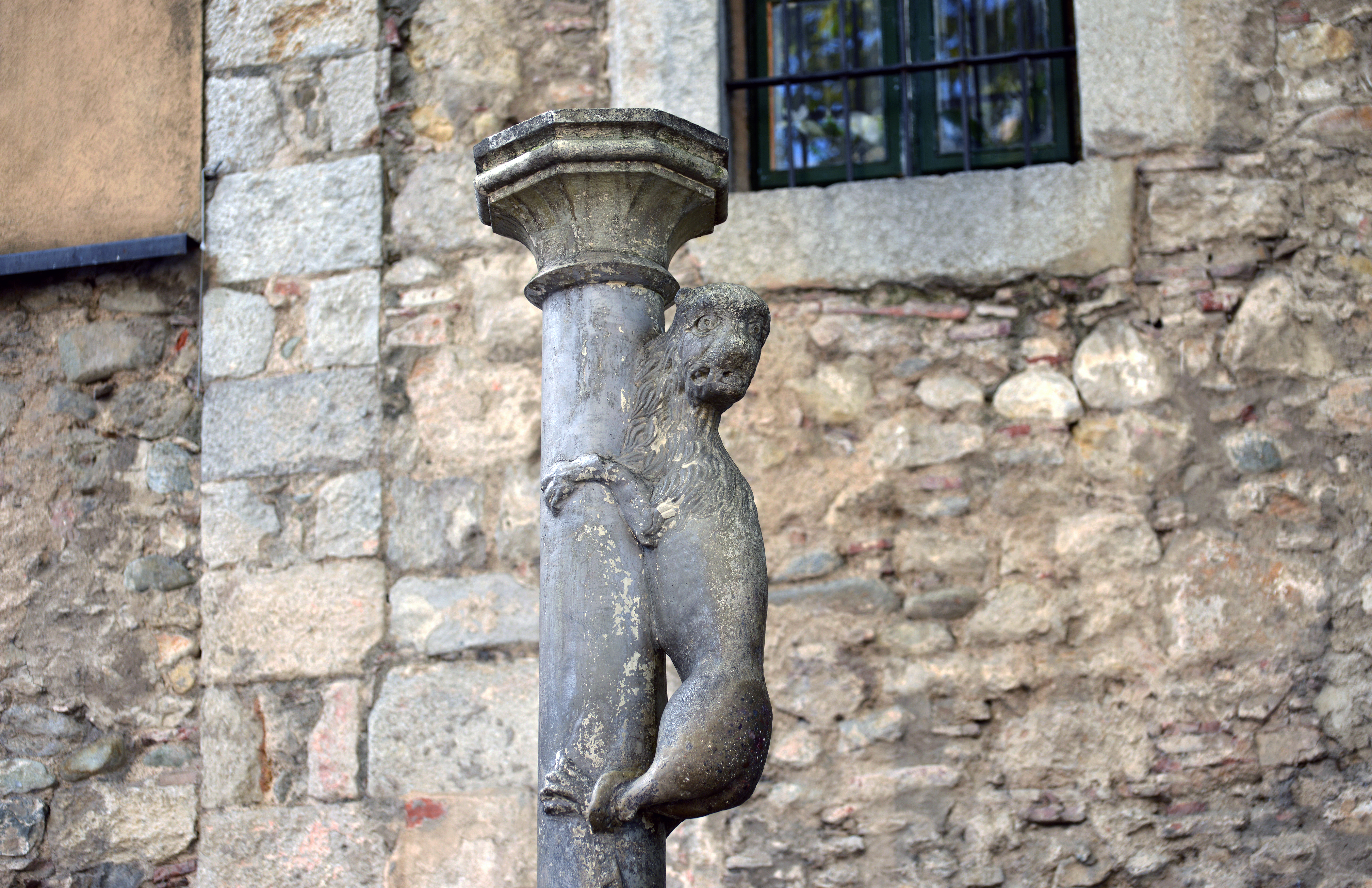
La leona a la que se debe besar el culo para volver a Gerona

Existen varias leyendas relacionadas con la ciudad:
- Leyenda del trono de Carlomagno.
- Leyenda de la torre de Carlomagno y su espada.
- Todo buen gerundense que quiere volver sano y salvo de un viaje está obligado a besar el culo de la leona, así como todos los visitantes de la ciudad que deseen volver algún día a Gerona.
- Leyenda de San Narciso y las moscas.
- Leyenda de la Cocollona.
- Leyenda de Gerión, fundador mítico de la ciudad.
- Leyenda del Tarlà de l’Argenteria.

### Medios de comunicación
Gerona tiene medios de comunicación de ámbito de barrio, local y provincial como los siguientes:
- TV Girona
- Diari de Girona
- El Punt

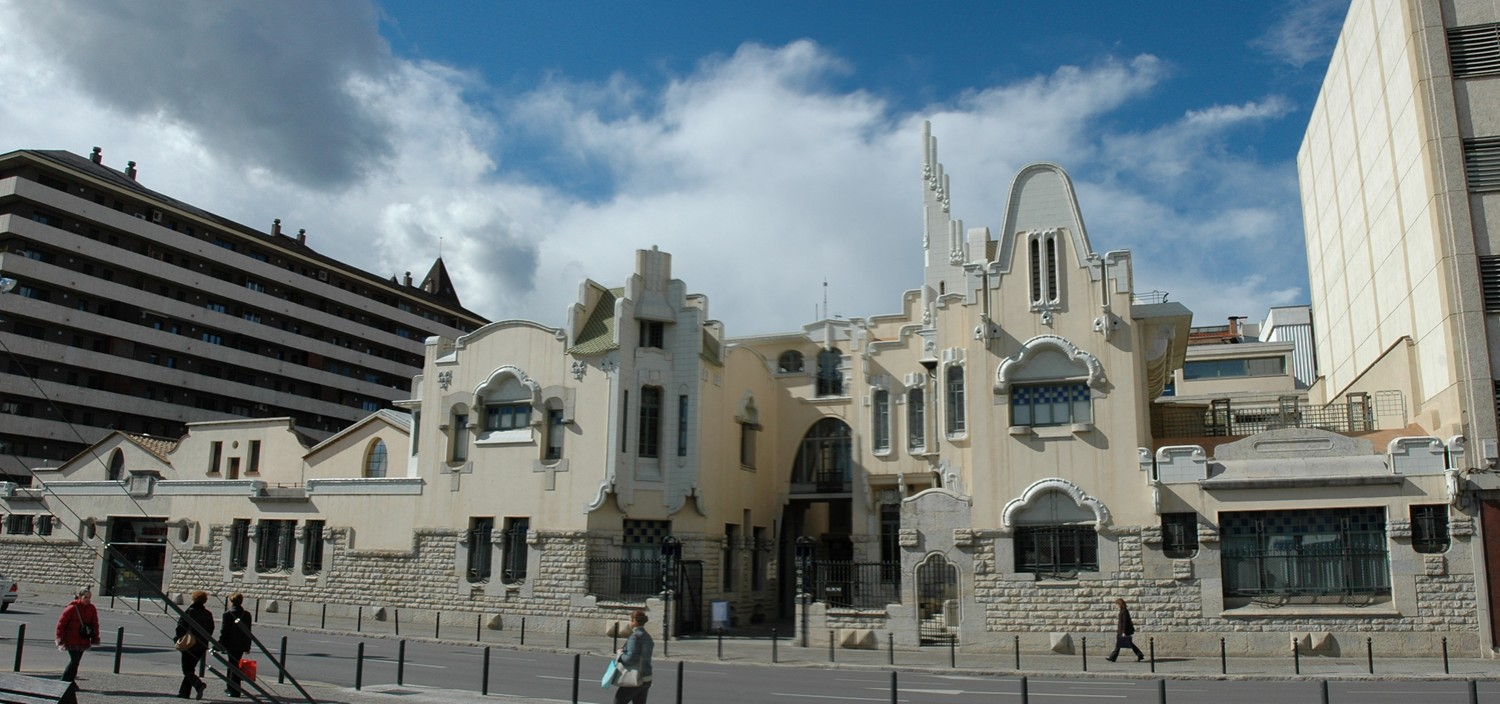
Farinera Teixidor, de Rafael Masó i Valentí, sede del periódico El Punt

- Ràdio Girona, Cadena Ser (98.5 FM)
- COM Ràdio Girona, COM Radio (92.7 FM)
- Revista de Girona
- TOT Girona
- El Dimoni de Santa Eugènia de Ter

### Deportes
El equipo de fútbol de Gerona es, por excelencia, el Girona Fútbol Club, inscrito en la Primera División de la liga profesional española. Otros equipos importantes de la ciudad son: Penya Doble Set CF (el equipo más antiguo de la ciudad), Girones Sabat EF, Can Gibert UE, UE Coma Cros, entre otros.
El equipo de baloncesto de Gerona el Club Bàsquet Girona (CB Girona SAD). Disputa sus partidos en el Pavelló Girona-Fontajau. La base del Club Bàsquet Girona la conforman el Sant Josep Girona en la categoría infantil (menos de 14 años) y, a partir de los 14 años en adelante, la Unió Gironina. Otros clubs representativos son: C.B Sant Narcís cantera del Sant Josep Girona La Salle Girona, Vedruna Girona, C.B. Fontajau.
Hay, también, un equipo de hockey, el Club Hoquei Girona. Los equipos de balonmano más importantes son: Handbol Girona (UDG) y el Club Esportiu Maristes. Como equipo de tenis figura el Club de Tennis Girona. El voleibol tiene, como club más importante el Club Voleibol AVAP.
Por último, el GEiEG (Grupo Excursionista y Deportivo Gerundense) tiene representación en casi todas las disciplinas deportivas, destacando, sobre todo en el rugby, atletismo, balonmano y en baloncesto femenino.

### Eventos

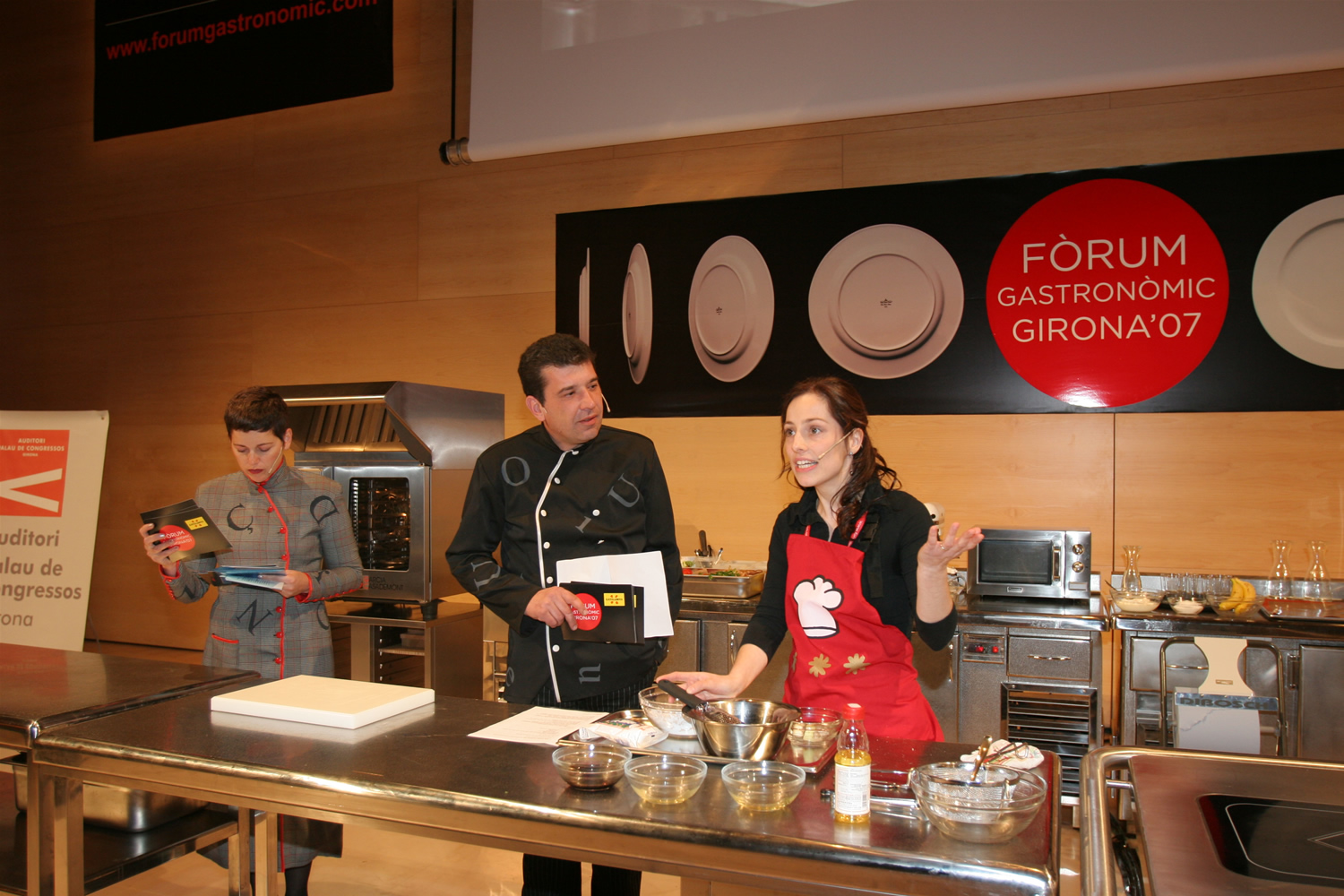
Fòrum Gastronòmic (2007)

Durante todo el año la ciudad de Gerona acoge multitud de eventos, ya sean ferias, congresos o festivales varios, algunos de los cuales son:
- #Girona10: acción promocional de los sectores turísticos y comerciales de la ciudad, en que se pueden conseguir noches de hotel por 10 €, o menús para comer en un restaurante también por 10 €. Durante el fin de semana que dura el evento los museos de la ciudad son gratuitos, y además los comercios también se suman a la acción, haciendo ofertas especiales. Se celebra el último fin de semana de enero.[38]
- Gerona, Tiempo de Flores: exposición floral. Se celebra la tercera semana de mayo.
- Temporada Alta: Festival de Teatro de otoño de Cataluña. Se celebra anualmente en las ciudades de Gerona y Salt.
- Festival de Cine de Girona:[39] se celebra la última semana del mes de septiembre.
- Nits de Clàssica: festival de música clásica, que se celebra en verano en la ciudad de Gerona.
- Equus Girona:[40] salón del caballo y el poni, que se celebra bianualmente.
- Fórum Gastronomic:[41] se celebra bianualmente, compartiendo sede con Santiago de Compostela. La próxima edición será la de 2013.
- Fórum Impulsa:[42] foro organizado por la Fundación Príncipe de Girona, que se celebra de forma anual la última semana de junio. El foro tiene como objetivo despertar el espíritu emprendedor en la juventud.
- Festival de Jazz de Girona:[43] festival que se celebra entre finales del mes de septiembre y principios de octubre.

## Ciudades hermanadas
En el seno del programa de relaciones exteriores del Ayuntamiento de Gerona, la ciudad se ha hermanado con varias ciudades del mundo. A continuación se ofrece una lista de las ciudades hermanas de Gerona:
- Reggio Emilia (Italia, 1982)
- Albi (Francia, 1985)
- Bluefields (Nicaragua, 1987)
- El Farsia (Sáhara Occidental, 1997)
- Nueva Gerona (Cuba, 2001)
- Nashville (Estados Unidos, 2005)